# Instituto Pratt
El Instituto Pratt (nombre original en inglés: Pratt Institute) es una universidad privada con su campus principal situado en Brooklyn, Nueva York. Cuenta con un campus satélite en Manhattan y una extensión en Utica (Nueva York) (Pratt MWP). La escuela se originó en 1887 con programas principalmente de ingeniería, arquitectura y bellas artes. Comprende un total de seis escuelas. El Instituto es conocido principalmente por el alto nivel de sus programas de arquitectura, diseño de interiores y diseño industrial, y ofrece planes de estudios tanto de pregrado como de maestría en una gran variedad de campos, con un fuerte enfoque en la investigación.

## Historia

### Inicio

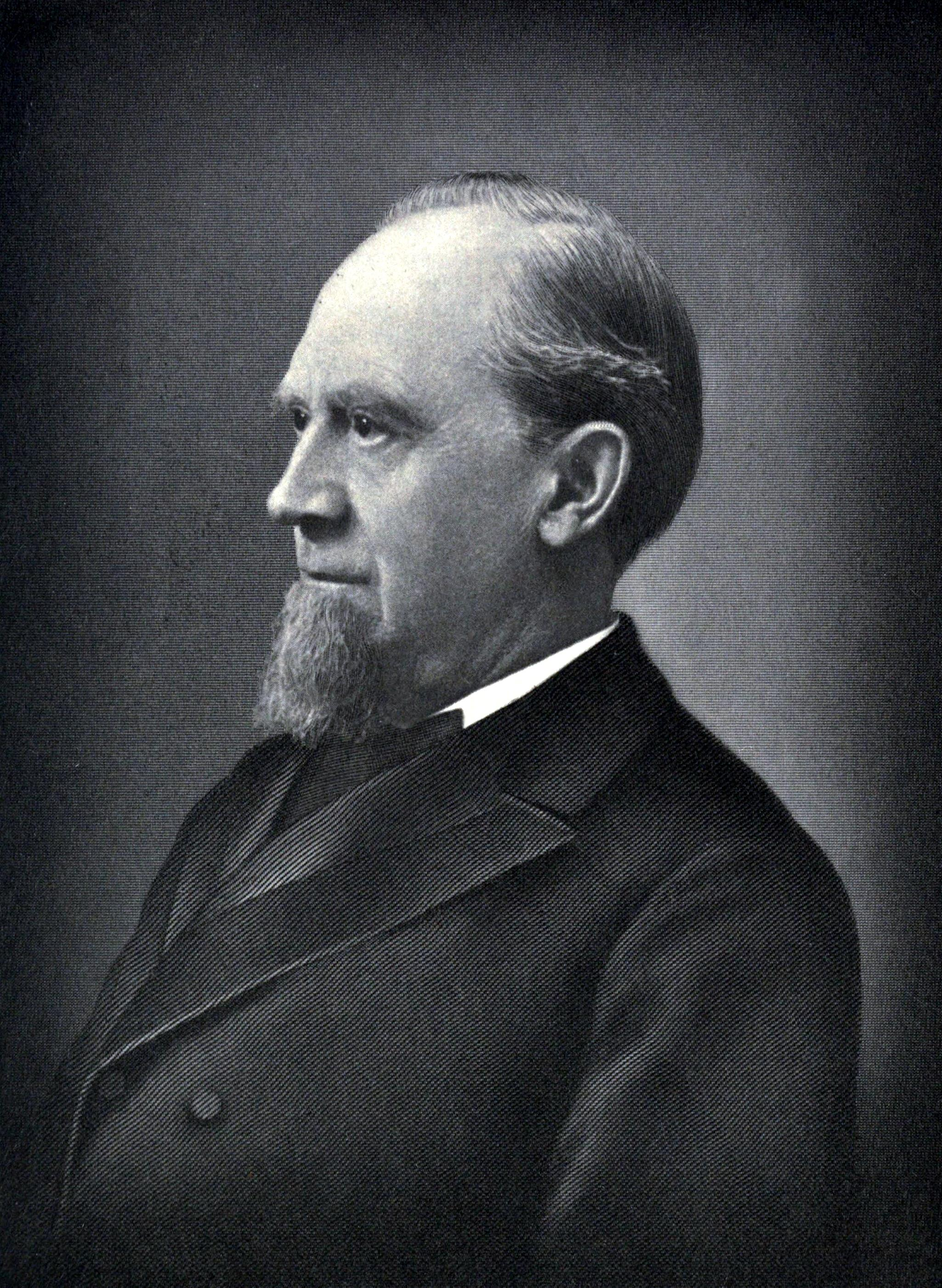
Charles Pratt, fundador del Instituto Pratt

El Instituto Pratt fue fundado en 1887 por el magnate estadounidense Charles Pratt, un exitoso empresario y magnate del petróleo y uno de los hombres más ricos de la historia de Brooklyn. Pratt fue uno de los primeros pioneros de la industria petrolera en los Estados Unidos, y fundó la compañía Astral Oil Works con sede en Greenpoint (Brooklyn). Lideró el proceso de sustituir el aceite de ballena por el petróleo o aceite mineral. En 1867 fundó la empresa Charles Pratt and Company. En 1874, sus negocios fueron comprados por John D. Rockefeller y se convirtieron en parte de la Standard Oil, aunque Pratt continuó dirigiendo sus antiguas compañías.
Defensor de la educación, quería brindar a los hombres y mujeres trabajadores la oportunidad de mejorar sus vidas a través de la formación. A pesar de que nunca tuvo la oportunidad de ir a un college, quería crear una universidad accesible a la clase trabajadora. En 1884, comenzó a comprar parcelas de tierra en su próspera ciudad natal de Clinton Hill, con la intención de abrir una escuela. La escuela terminaría siendo construida a solo dos manzanas de la residencia de Charles Pratt en Clinton Avenue.
Gracias a la fortuna amasada con Astral Oil y Charles Pratt and Company, en 1886 dotó y fundó el Instituto Pratt. En mayo de 1887, la Legislatura del Estado de Nueva York otorgó a Charles Pratt una licencia para abrir la escuela; el 17 de octubre de 1887, el instituto abrió sus puertas a 12 estudiantes en el Salón Principal. La matrícula era de 4 dólares trimestrales por clase (aproximadamente 135.6 de hoy). La universidad fue una de las primeras en el país abierta a todas las personas, independientemente de la clase, el color y el género. En los primeros años, la misión del instituto era ofrecer educación a aquellos que nunca antes se les había ofrecido. Pratt procuró enseñar a las personas habilidades que les permitirían tener éxito y avanzar en la escala económica. Específicamente, muchos programas se adaptaron a la creciente necesidad de capacitar a trabajadores industriales en el marco de una economía cambiante, con formación en diseño e ingeniería. Los primeros programas buscaban enseñar a los estudiantes una gran variedad de temas, como ingeniería arquitectónica, mecánica, confección y fabricación de muebles. A los graduados de la escuela se les enseñó a convertirse en ingenieros, mecánicos y técnicos. El dibujo, ya fuese a mano alzada, mecánico o arquitectónico, pensado como un lenguaje universal, unía temarios muy diversos y, por lo tanto, todos los programas en la escuela tenían una base sólida en el dibujo. Además, el plan de estudios en el instituto debía complementarse con un gran plan de estudios de artes liberales. Los estudiantes eran instruidos en materias como historia, matemáticas, física y literatura para comprender mejor el mundo en el que les tocaría trabajar, idea central que todavía guía los programas académicos del Instituto.

### Primeros años
La inscripción de alumnos creció de manera constante desde su inicio. Seis meses después de su apertura, la escuela tenía casi 600 estudiantes matriculados. En el primer aniversario de la escuela habían pasado por sus aulas 1000 estudiantes. Cinco años después, la escuela tenía casi 4000 estudiantes. En 1888, la revista Scientific American dijo de la escuela que "es sin duda la empresa más importante de su tipo en este país, si no en el mundo". Andrew Carnegie incluso visitó Pratt para tomarla como inspiración y modelo del desarrollo de las Escuelas Técnicas de Carnegie, posteriormente Universidad Carnegie Mellon. En la primera celebración del Día de los Fundadores en 1888, Charles Pratt aludió a lo que iba a convertirse en el lema de la escuela: "Se fiel a tu trabajo y tu trabajo te será fiel", que significa que los estudiantes deben educarse y desarrollar sus conocimientos con diligencia y salir al mundo del trabajo duro, dando todo de sí mismos.

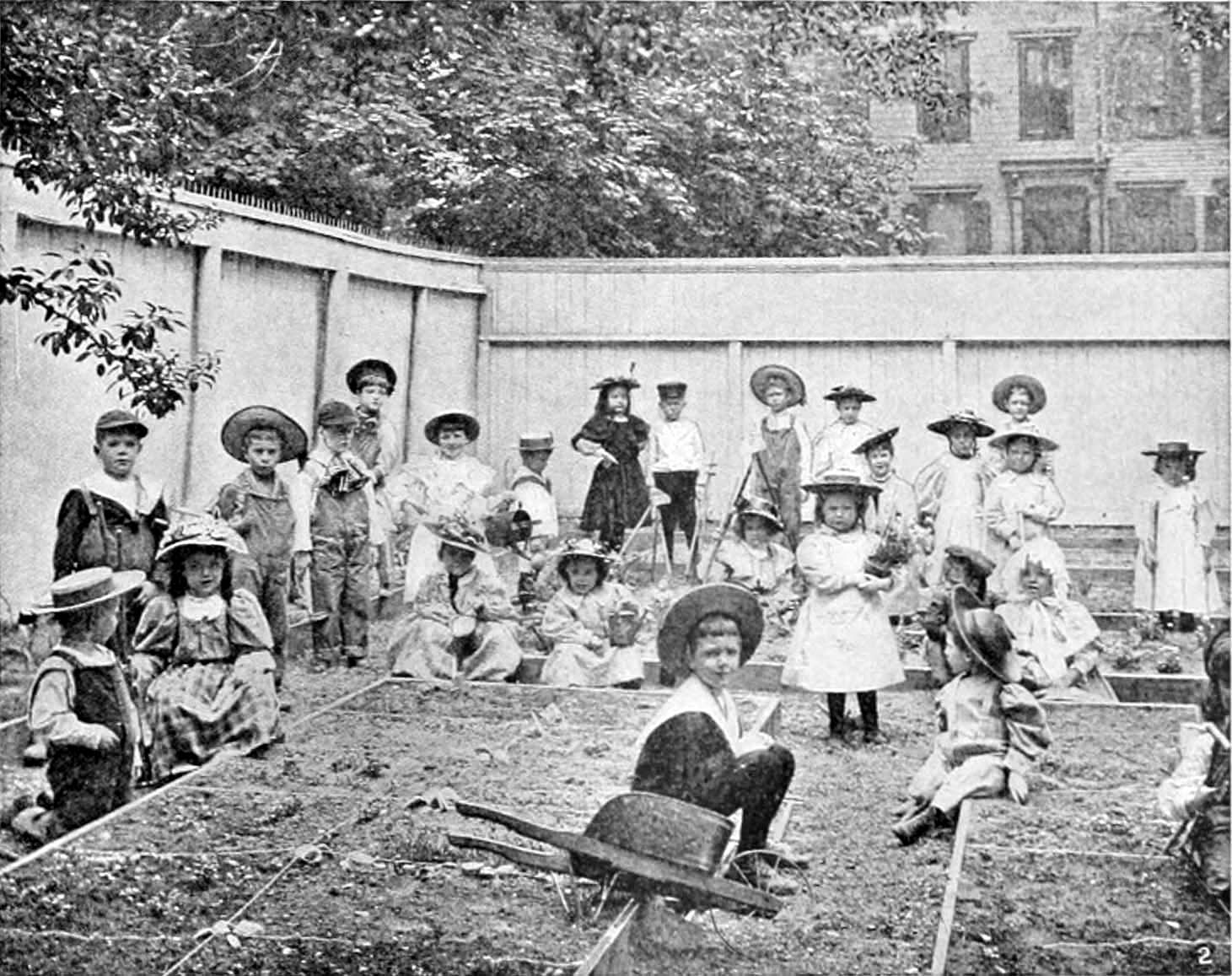
Guardería del Instituto Pratt, 1905

El creciente interés público y el aumento de las solicitudes hizo que la escuela comenzara a añadir nuevos programas, incluyendo una Escuela Secundaria, una Biblioteca, el Departamento de Música, y el Departamento de Comercio. Debido a su inmensa popularidad, el Departamento de Comercio se separó del instituto principal y formó su propia escuela, bajo la dirección de Norman P. Heffley, secretario personal de Charles Pratt. La  Escuela de Comercio Heffley, el antiguo Departamento de Comercio de Pratt, con el paso del tiempo se convertiría en la Brooklyn Law School.
El fundador del instituto y primer presidente, Charles Pratt, murió en 1891. Su hijo mayor, Charles Millard Pratt, asumió la responsabilidad de ser el presidente de la escuela. En 1893, el otro hijo de Charles Pratt, Frederic B. Pratt, fue elegido Presidente del Instituto Pratt, tomando el relevo de su hermano mayor. Debido a que Charles Pratt sénior murió poco después de la fundación de la universidad, se considera que Frederic Pratt fue quien dirigió la universidad en sus primeras décadas. Bajo la dirección de los hijos de Pratt, el instituto fue capaz de prosperar económicamente y de aumentar su prestigio, emprendiendo numerosos proyectos y nuevos cursos. Hacia 1892, el número de estudiantes matriculados era de 3900. En 1897, la formación en actividades relacionadas con el hogar, como la cocina o la costura, eran muy populares entre los estudiantes.
En 1896, la escuela abrió su monumental biblioteca de estilo neorrenacentista victoriano con interiores diseñados por la Compañía Tiffany, dotada de un amplio jardín alrededor del edificio. Estaba abierta no solo para los estudiantes, sino también para el público en general. La Biblioteca del Instituto Pratt fue la primera y única biblioteca pública en Brooklyn durante casi 15 años. Además, se convirtió en un aula de trabajo para la formación de bibliotecarios y se cita como una de las primeras escuelas de bibliotecología. También habilitó la primera sala de lectura para niños en la ciudad de Nueva York.
Con el cambio de siglo, la Escuela de Ciencia y Tecnología se había convertido en la escuela más prestigiosa y bien conocida del Instituto, con un elevado número de solicitudes de ingreso. Al otro lado del edificio del este en Grand Avenue, el instituto construyó un nuevo bloque dedicado específicamente para la escuela de ingeniería. Erigidos durante un período de un cuarto de siglo, los edificios de Química, Maquinaria e Ingeniería adoptaron el mismo estilo arquitectónica, dando una imagen unificada de todas las disciplinas que ofrece la Escuela. Pratt también dispuso de una gran variedad de cursos dedicados específicamente para mujeres durante este tiempo. Algunos de sus 25 cursos estaban abiertos a las mujeres, como biblioteconomía, enfermería, economía doméstica y moda.
Antes de 1910, todos los departamentos del instituto se organizaron como las escuelas individuales, incluyendo la Escuela de Bibliotecarios, la Facultad de Ciencias Domésticas, la Escuela de Bellas Artes y Aplicadas, y la Escuela de Ciencia y Tecnología.

### Titulaciones

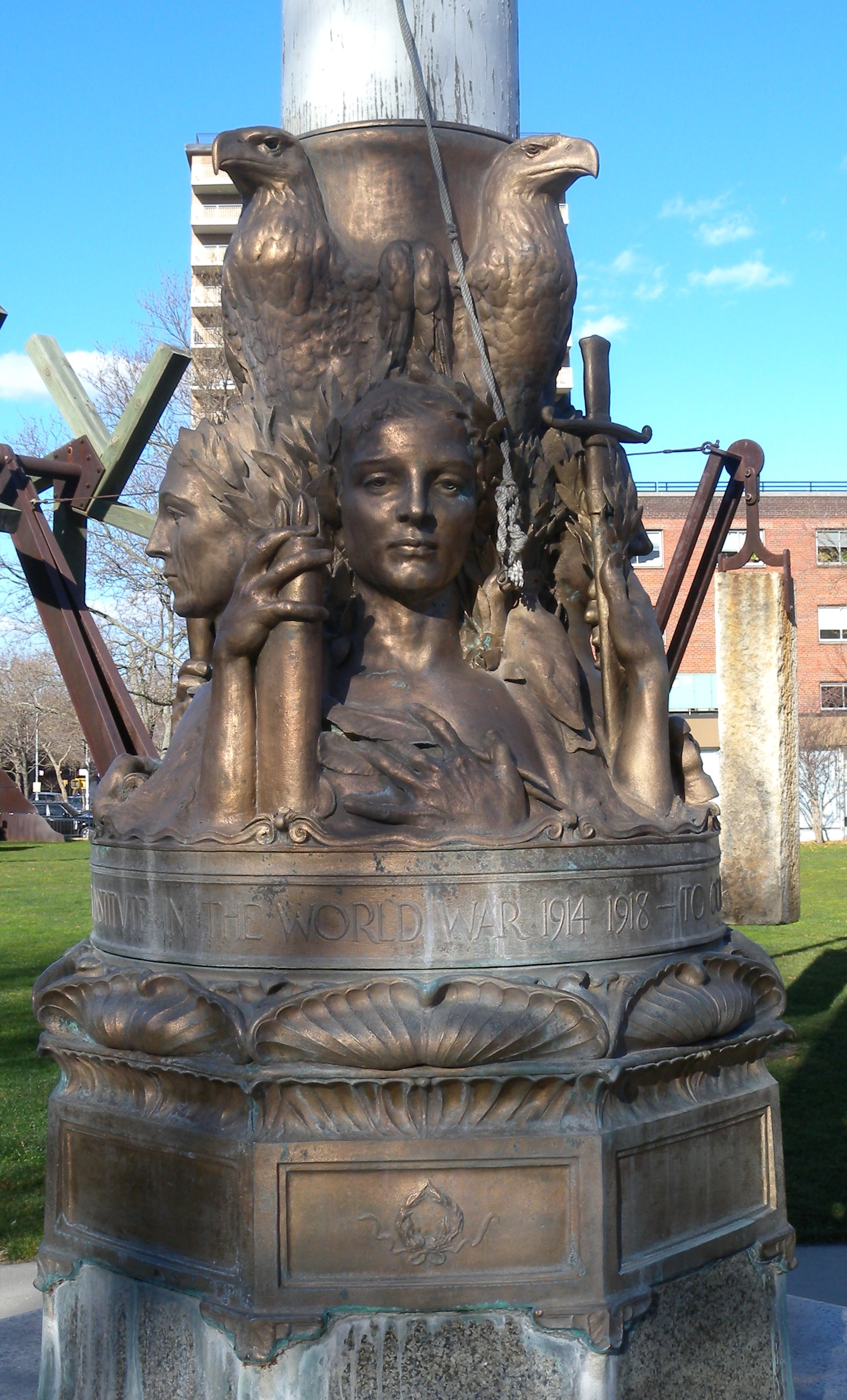
Memorial de la Primera Guerra Mundial en el Jardín de Rosas

Con el inicio de la Primera Guerra Mundial en 1914, Pratt se asoció con la gobierno federal de los Estados Unidos para ayudar en el esfuerzo de guerra. La Escuela de Ciencia y Tecnología pasó a tener su propia Cuerpo de Entrenamiento del Ejército para estudiantes, que enseñaba habilidades de ingeniería necesarias para la guerra a los reclutas. Los estudiantes diseñaron aviones utilizados en la guerra y entrenaron operadores. En 1927, el alumno de ingeniería mecánica Donald A. Hall diseñó el Spirit of St. Louis, utilizado por primera vez en el primer vuelo trasatlántico del mundo protagonizado por Charles Lindbergh.
Por el 1938 la mayoría de los programas en la escuela comenzaron a durar cuatro cursos, grados y Pratt dejó de ser una escuela técnica para convertirse en un riguroso college. Con la concesión de títulos de licenciatura, Pratt tuvo que revisar su plan de estudios de dos años para adoptar uno de cuatro. Los cambios también reflejaron los requisitos más estrictos del gobierno del Estado de Nueva York para la concesión de grados y para la regulación de las licencias profesionales para los graduados. Durante esta década, también se fundó el programa de base de todos los estudiantes de la Escuela de Arte. En 1940 Pratt comenzó a conceder títulos de graduado.
Durante la Segunda Guerra Mundial el Instituto también contribuyó al esfuerzo de guerra como lo hizo durante la Primera Guerra Mundial, con la formación en la escuela de ingenieros militares. Los estudiantes ayudaron a diseñar el camuflaje de los soldados, edificios militares y armamento. Después de la guerra, la escuela vio una gran afluencia de veteranos que se inscribieron como parte del G.I. Bill.
En la década de 1940, la Escuela de Ciencia y Tecnología cambió su nombre por el de Escuela de Ingeniería y en 1946 estableció su propia sociedad de honor, siendo el departamento de ingeniería mecánica el más importante de todo Pratt. En 1953, Francis H. Horn se convirtió en el primer presidente del Instituto que no era miembro de la familia Pratt. La inscripción de alumnos continuó aumentando en la década de 1940 y en 1948 se alcanzó un récord histórico de 6000 estudiantes. En 1950, Pratt se convirtió en una institución acreditada por la Comisión de Estados Medios de Universidades y Escuelas. En 1954, el departamento de arquitectura se separó de la Escuela de Ingeniería para convertirse en una escuela independiente.

### Reorganización del campus

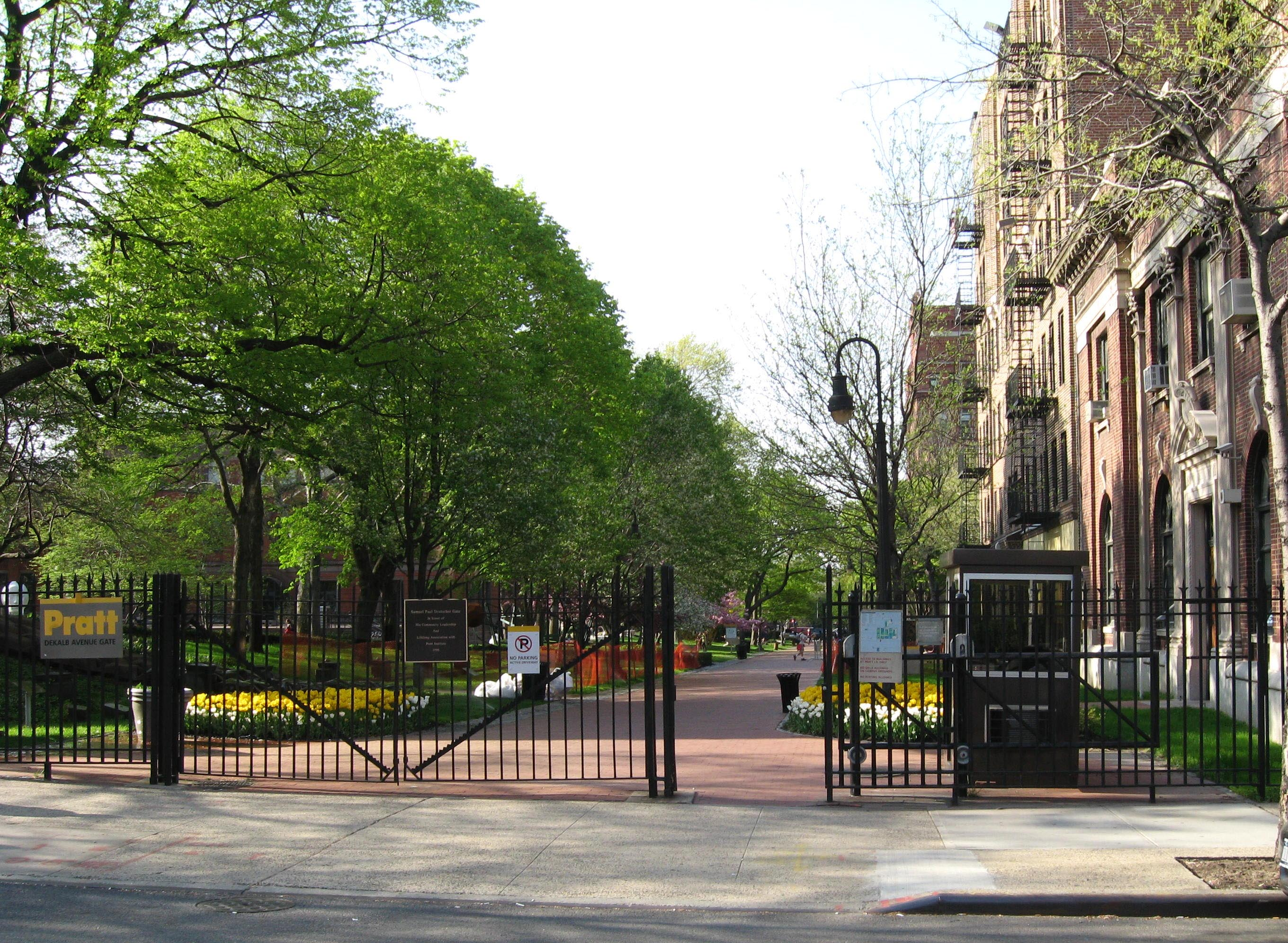
Puerta de la Avenida DeKalb en el Campus Cerrado

Como parte de la fuga blanca en las décadas de 1950 y 1960 que afectó a la mayoría de Nueva York, el vecindario de Clinton Hill comenzó a dejar de ser una comunidad de clase alta, rica y blanca para transformarse en una población compuesta principalmente por personas de color pobres y de clase trabajadora. Durante este tiempo, Pratt consideró trasladar su campus a zonas de mayor renta como Long Island o Manhattan para aumentar su atractivo, pero decidió quedarse en el campus original de Brooklyn debido a la historia y la misión original iniciada por Charles Pratt.
Como parte del plan de Robert Moses para la renovación urbana de la ciudad de Nueva York, el campus de Pratt experimentó la mayor cantidad de cambios en su historia. Antes de la década de 1950, la escuela estaba ubicada en edificios separados, ubicados en varias vías públicas. Sin embargo, después de que Moses despejó muchas de las estructuras ubicadas entre los edificios de Pratt, el terreno fue entregado a la escuela y se estableció un verdadero campus. Ryerson Street, Grand Avenue, Steuben Street y Emerson Place se peatonalizaron y el campus se cerró, formando el Grand Mall que conecta los edificios del Instituto. El tren elevado que circula en Grand Avenue entre East Building/Student Union y El Quad de Ingeniería fue desmantelado. Como resultado de las nuevas propiedades inmobiliarias, la escuela pudo construir varias estructuras nuevas, todas diseñadas por la firma McKim, Mead & White, incluyendo residencias estudiantiles para hombres y mujeres y un nuevo sindicato estudiantil. Además, los proyectos de construcción de Moses en la escuela facilitaron la construcción del edificio de la Escuela de Arquitectura. Se otorgaron fondos de investigación a la escuela para ayudar a idear nuevas técnicas de construcción. En 1963, el departamento de planificación urbana formó el Centro Pratt para el Desarrollo Comunitario en un intento de revitalizar el vecindario circundante de Pratt y Brooklyn.

### Disminución de la matrícula y cuestiones financieras
En la década de 1970 y continuando hasta bien entrada la década de 1980, la ciudad de Nueva York y Brooklyn aún padecían elevados niveles de crimen y de pobreza y, como resultado, la inscripción disminuyó y la escuela comenzó a presentar problemas financieros. Los futuros estudiantes y profesores se sintieron incómodos por la seguridad del campus y de la comunidad. En 1974, el equipo de baloncesto masculino llamó la atención de los medios de comunicación nacionales cuando Cyndi Meserve se unió al equipo y se convirtió en la primera mujer en jugar en el campeonato masculino de baloncesto de la NCAA. Los estudiantes que obtuvieron títulos de arquitectura superaron a los que obtuvieron títulos de ingeniería mecánica en 1975 y la arquitectura se convirtió en la titulación más popular de Pratt, una tendencia que aún existe. Anticipándose al aniversario del centenario del Instituto en 1987, se realizaron varias mejoras en el campus para intentar restaurar la condición de muchos de los edificios mal conservados. El Grand Mall fue remodelado con nuevas plantaciones, caminos de ladrillo e iluminación, y se construyó el Anfiteatro Newman en 1988 para celebrar el centenario. Richardson Pratt Jr, el último presidente en ser descendiente del fundador Charles Pratt, se retiró en 1990 después de casi veinte años en el cargo.
En 1993, Thomas F. Schutte se convirtió en el primer presidente que no formaba parte de la familia Pratt. En el mismo año, Pratt cerró polémicamente su Escuela de Ingeniería, una parte integral de la visión a largo plazo del fundador Charles Pratt. Históricamente, fue la escuela más exitosa de Pratt de forma que se asociaba el Instituto con su programa de ingeniería. En respuesta a la disminución de la matrícula en todo el instituto y los problemas de presupuesto de la escuela, se pensó que el cierre de la Escuela de Ingeniería era la única opción factible de mantener a flote los otros programas de la escuela y sanear el presupuesto. Los estudiantes del programa de Ingeniería fueron transferidos al Instituto Politécnico de la Universidad de Nueva York, mientras que los profesores titulares fueron reubicados en la Escuela de Arquitectura y en los departamentos de ciencias y matemáticas en la Escuela de Artes y Ciencias Liberales.

### Revitalización y crecimiento
Como resultado del cierre de la costosa Escuela de Ingeniería, el Instituto pudo salir de los números rojos y encaminarse hacia el éxito financiero. Los fondos se asignaron para proyectos de embellecimiento en todo el campus y para la restauración y modernización de edificios históricos, comenzando con el Memorial Hall. Parte de los proyectos de embellecimiento incluyeron la adición del Parque de Escultura del Instituto Pratt en 1999, donde se colocan esculturas de arte contemporáneo repartidas por el césped y los jardines del campus, lo que lo convierte en el parque de esculturas contemporáneas más grande de la ciudad de Nueva York. Pratt también comenzó una asociación con el Instituto Munson-Williams-Proctor y con el Delaware College of Art and Design para que los estudiantes de arte pudieran seguir dos cursos en cualquiera de los campus y terminaran sus estudios en la Escuela de Arte y Diseño de Pratt en Brooklyn. Durante la década de 1990, la escuela pudo aumentar la inscripción en un veinticinco por ciento, de aproximadamente 3000 estudiantes en 1990 a 4000 estudiantes en 2000.
Vincent A. Stabile, graduado de la Escuela de Ingeniería en 1940, donó aproximadamente 13 millones de dólares a Pratt, la donación más grande realizada por cualquier alumno en la historia de la universidad, con la solicitud al presidente Schutte de que la donación se utilizara para reabrir la Escuela de Ingeniería. El presidente Schutte rechazó la solicitud del Sr. Stabile, pero en cambio asignó los fondos para construir una nueva residencia con el nombre en honor del donante. Desde mediados de la década de 1980 hasta la década de 2000, Pratt experimentó la transición de ser principalmente una escuela con alumnos de las cercanías para convertirse en una escuela de alumnos residentes gracias a la construcción de los nuevos alojamientos de Cannoneer Court, Pantas Hall y Stabile Hall.

### Presidentes
1. Charles Pratt (1830-1891), presidente desde 1887 hasta 1891
2. Charles Millard Pratt (1855-1935), 1891-1893
3. Frederic B. Pratt (1865-1945), 1893-1937
4. Charles Pratt (1892-?), 1937-1953
5. Francis H. Horn, 1953-1957
6. Robert Fisher Oxnam (1915-1974), 1957-1960
7. Richard H. Heindel 1961-1967
8. James B. Donovan (1916-1970), 1968-1970
9. Henry Saltzman, 1970-1972
10. Richardson Pratt Jr (1923-2001) (nieto de Charles Millard Pratt y bisnieto de Charles Pratt), 1972-1990
11. Warren F. Ilchman (1933-), 1990-1993
12. Thomas F. Schutte (1936-), 1993-2017
13. Frances Bronet, 2018 - presente

## Academia

### Escuelas y divisiones académicas
El Instituto Pratt se divide en 6 escuelas y más de 28 departamentos y divisiones que ofrecen más de 22 carreras de pregrado y 25 carreras de posgrado.
Las escuelas incluyen:
- Escuela de Arquitectura

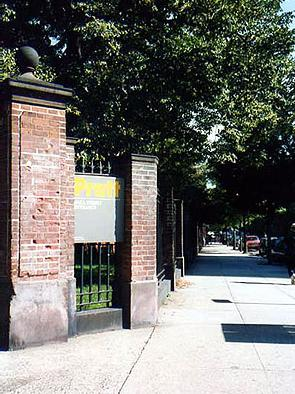
Entrada peatonal por Hall Street

  - Departamento de Arquitectura de Pregrado.
  - Departamento de Gestión de la Construcción.
  - Departamento de Gestión de Instalaciones.
  - Departamento de Práctica Inmobiliaria.
  - Departamento de Arquitectura Graduada y Diseño Urbano.
  - Centro de Postgrado de Planificación y Medio Ambiente.
- Escuela de Arte
  - Departamento de Arte de la Fundación.
  - Departamento de Arte y Diseño de la Educación.
  - Departamento de Artes y Gestión Cultural.
  - Departamento de Terapia de Artes Creativas.
  - Departamento de Artes Digitales.
  - Departamento de Gestión de Diseño.
  - Departamento de Cine y Video.
  - Departamento de Bellas Artes.
  - Programas de Grado Asociados.
- Escuela de Diseño
  - Departamento de Diseño de Comunicaciones.
  - Departamento de Diseño de Moda.
  - Departamento de Diseño Industrial.
  - Departamento de Diseño de Interiores.
- Escuela de Artes y Ciencias Liberales
  - Departamento de Inglés y Humanidades.
  - Estudios Críticos y Visuales.
  - Departamento de Historia del Arte y Diseño.
  - Programa de Inglés Intensivo.
  - Departamento de Matemáticas y Ciencias.
  - Departamento de Ciencias Sociales y Estudios Culturales.
  - Programa de Escritura.
- Escuela de la Información (Pratt tiene el programa de bibliotecología acreditado de forma continua más antiguo de los Estados Unidos).
- Escuela de Estudios Continuos y Profesionales.

#### Antiguas escuelas
- Escuela de Artes y Ciencias Domésticas.
- Escuela de Ingeniería

### Programas de grado conjuntos
El Instituto Pratt ofrece los siguientes programas de estudios conjuntos:
- J.D./Master en planificación urbana y regional: la Brooklyn Law School y el Instituto Pratt patrocinan conjuntamente un programa para obtener los grados de Juris Doctor (J.D.) y Maestría universitaria en ciencias (M.S.) en planificación urbana y regional.

### Clasificaciones y acreditación
En 2013, U.S. News & World Report clasificó al Instituto Pratt como una de las 20 mejores universidades del norte de los Estados Unidos. Además, University Business clasificó a Pratt como la universidad número 10 en los Estados Unidos. Por su parte, Princeton Review nombró a Pratt como uno de los mejores colegios del noreste, y se encuentra entre el 25 % más alto de todos los colegios y universidades con programas de cuatro años en los Estados Unidos. Muchos de los programas de Pratt han sido clasificados entre los cinco mejores por el US News & World Report, incluyendo los programas de diseño de interiores y diseño industrial. El programa de Arquitectura ha sido clasificado como uno de los quince mejores en los Estados Unidos desde 2000. Bloomberg Businessweek clasificó a la escuela como una de las 60 mejores escuelas del mundo para estudiar diseño, mientras que Business Insider afirmó que es la sexta mejor escuela de diseño del mundo, por encima de Cooper Union y de la Universidad de Nueva York.
Kiplinger's Personal Finance también citó a Pratt como uno de los mejores valores del país en colegios y universidades privadas, como uno de los principales valores de calidad académica y asequibilidad entre más de 600 instituciones privadas. Sin embargo, en los años más recientes, Pratt ya no figura en la clasificación anual de Kiplinger's Personal Finance de las escuelas mejor valoradas. Además, Architectural Digest nombró al campus como uno de los diez más importantes en arquitectura, junto con instituciones como la Universidad de Harvard, Princeton y la Universidad de Virginia.
El Instituto Pratt está acreditado por la Middle States Association of Colleges and Schools y está autorizado para otorgar títulos académicos por el Estado de Nueva York, siguiendo las pautas establecidas por el correspondiente Departamento de Educación.
Los grados de bachiller y de maestría de la Escuela de Arquitectura están acreditados por el National Architectural Accrediting Board. El programa de pregrado de Diseños de Interiores está acreditado por el Council for Interior Design Accreditation.
Todos los programas de posgrado en Biblioteconomía, Arteterapia y Educación artística están acreditados por el Comité de Acreditación de la American Library Association, la Junta de Aprobación de la Educación de la American Art Therapy Association y por la RATE respectivamente. La Escuela de Arte y Diseño es solo una de las cuarenta y tres escuelas que forman parte de la Association of Independent Colleges of Art and Design.

### Demografía
|                              | Estudiantes | Censo EE. UU. |
| ---------------------------- | ----------- | ------------- |
| Blanco (no hispano)          | 47.4%       | 73.9%         |
| Afroestadounidense           | 4.3%        | 12.4%         |
| Asiático estadounidense      | 17%         | 4.3%          |
| Nativo estadounidense        | 0.3%        | 0.8%          |
| Hispanos (de cualquier raza) | 8.9%        | 14.7%         |
| Dos o más razas, no-hispano  | 2.8%        | (N/A)         |
| Estudiantes internationales  | 19.2%       | (N/A)         |

Los estudiantes del Instituto Pratt (3054 universitarios y 1612 graduados en otoño de 2012), provienen de más de 60 países y de todos los Estados Unidos. La proporción de mujeres y hombres es de 2:1, y el 32 por ciento son estudiantes graduados y profesionales. Las poblaciones minoritarias constituyen casi la mitad del cuerpo estudiantil, con un 4,3 por ciento de afroamericanos, un 8,9 por ciento de hispanos, un 0,3 por ciento de nativos americanos y un 17 por ciento de asiáticos americanos o isleños del Pacífico.

## Campus de Brooklyn

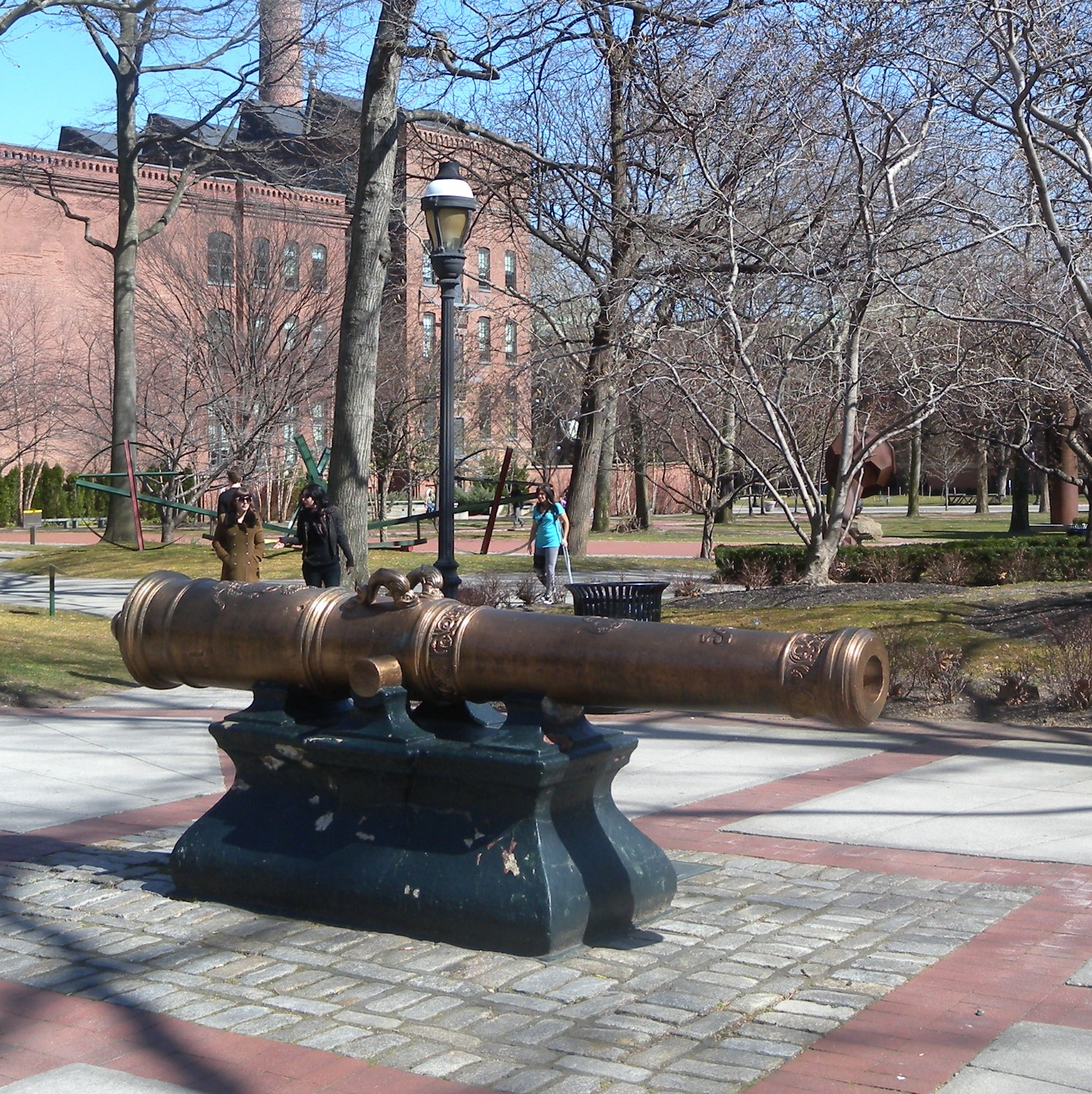
Cannon Court

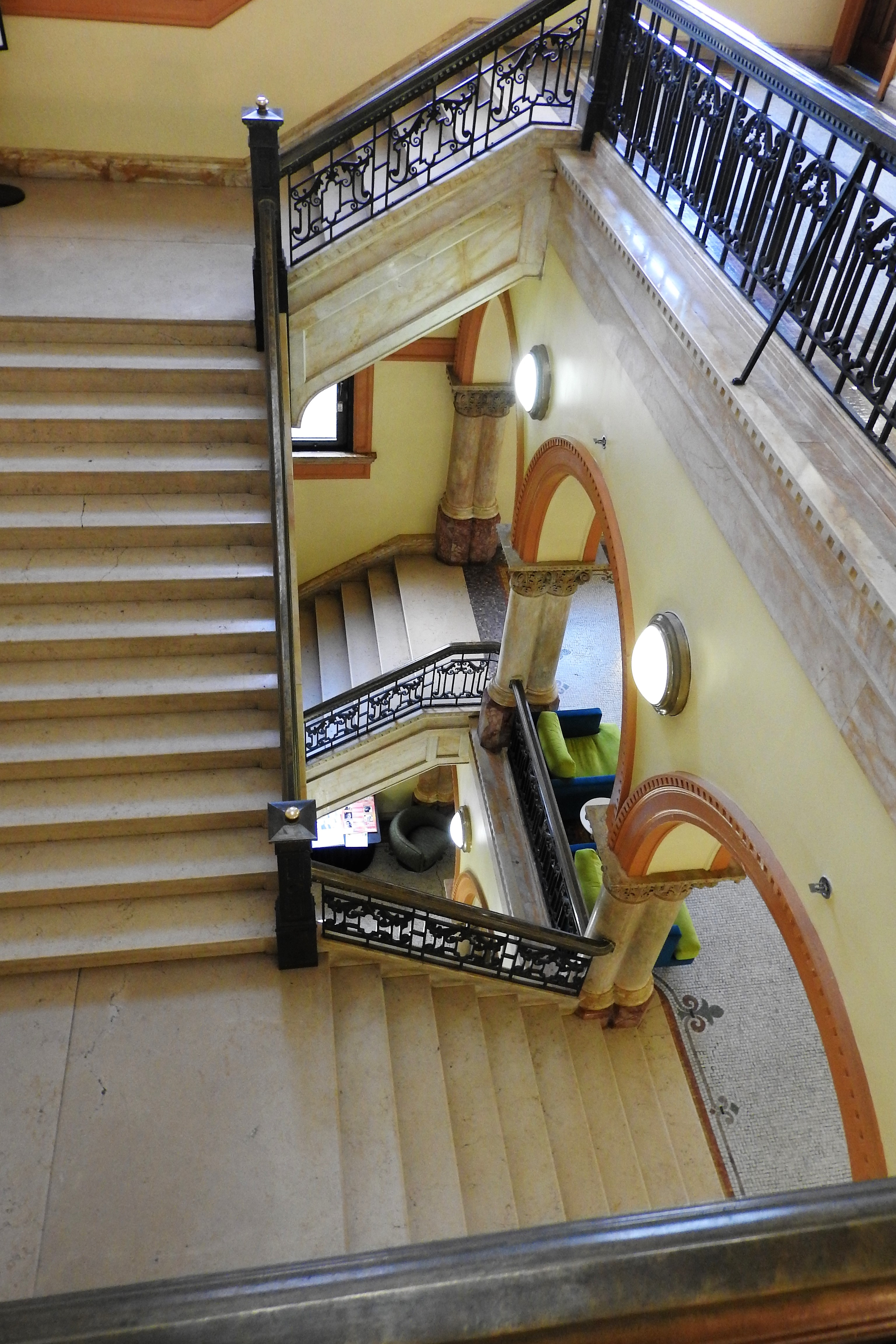
Escalinata de la Biblioteca

El campus principal del Instituto Pratt está ubicado en un campus cerrado histórico de unos 25 acre (101 171,5 metros cuadrados) ubicado en el vecindario de Clinton Hill en Brooklyn, a unos 3 km del Downtown Brooklyn y a unos 5 km del Lower Manhattan. El Midtown Manhattan está a solo 8 km del campus.
Se puede acceder al campus por dos entradas públicas, que se cierran por la noche y están protegidas por seguridad las 24 horas del día. La puerta principal, ubicada en Willoughby Avenue en el lado norte del campus, es accesible para peatones y vehículos, mientras que la puerta secundaria solo permite el paso de peatones y está ubicada en la esquina de Hall Street y DeKalb Avenue en la parte sudoeste del campus, y es el mejor acceso para quienes viajan diariamente y para los estudiantes que llegan a Higgins Hall. Además, hay otras dos puertas de acceso con tarjeta magnética disponibles solo para el uso de los estudiantes. El campus es muy parecido a un parque y está completamente ajardinado, y ofrece un marcado contraste con el vecindario urbano que rodea la escuela.
Las cuatro áreas principales del campus incluyen la Biblioteca Rose Garden, Cannon Court, Newman Mall y Amphitheatre, y el Engineering Quad:
- El Jardín de Rosas, de importancia histórica, se ubica directamente al norte de la biblioteca y se construyó como parte de esta. Sirve de parque público, y en su centro posee un mástil conmemorativo de la Primera Guerra Mundial instalado en 1926, decorado con águilas y esculturas en bajorrelieve.[46]
- El Cannon Court está ubicado directamente al sur de la biblioteca y sirve como entrada principal desde Hall Street. En este lugar destaca un gran cañón español de bronce de 1720 fundido en Sevilla, traído a Pratt desde el Castillo del Morro de La Habana en 1899.[24] Los árboles y los senderos serpenteantes conducen a la biblioteca y al Newman Mall.
- El Newman Mall ocupa el centro del campus con muchos de los edificios académicos junto al centro de la explanada, que se caracteriza por los caminos de ladrillo y los grandes árboles que bordean el área de césped central. Al norte de la explanada se sitúa un pequeño anfiteatro, diseñado por Skidmore, Owings and Merrill.[47]
- El Engineering Quadrangle, reconocido como un hito histórico, está ubicado al norte del Newman Mall hacia el lado este del campus, con los edificios de Química, Maquinaria e Ingeniería entre terrazas y jardines con muchos árboles de gran porte.

Todo el campus está abierto al público como parque durante el día. Numerosas esculturas contemporáneas pueblan los jardines y el paisaje, haciendo que sea el mayor conjunto de esculturas al aire libre de la ciudad de Nueva York. Las esculturas son prestadas al Instituto, y se cambian de forma rotativa. Public Art Review reconoció el campus como uno de los 10 mejores colecciones universitarias de arte del país.

##### Lista de esculturas del Campus[49]
| Expuesta desde | Nombre de la escultura                             | Artista               |
| -------------- | -------------------------------------------------- | --------------------- |
| 2016           | La Méditerranée                                    | Philippe Anthonioz    |
| 1981           | Accord Final                                       | Arman                 |
| 1999           | Picnic Table                                       | Siah Armajani         |
| 1993           | Leaf                                               | Ilan Averbuch         |
| 2005           | The Book of Stone and Steel                        | Ilan Averbuch         |
| 2011           | Maze 1                                             | Phyllis Baker Hammond |
| 1995           | Image 95                                           | Masaru Bando          |
| 2014           | Whispering Bench— Texting,                         | Cathey Billian        |
| 1995           | Wind Reeds                                         | Bill & Mary Buchen    |
| 2007           | Seven of Hearts                                    | Noël Copeland         |
| 2009           | Brooklyn Blooms                                    | Noël Copeland         |
| 2013           | Half Story Mountain                                | Grayson Cox           |
| 2002           | Jive                                               | Mark di Suvero        |
| 2013           | Learning                                           | Anne Gillen           |
| 1988-1993      | Leucantha,                                         | Philip Grausman       |
| 2004           | Epistrophy, Straight No Chaser, Round Midnight     | Richard Heinrich      |
| 2005           | Skylark                                            | David Henderson       |
| 2009           | Silo                                               | Tomasz Jan Groza      |
| 2001           | Fourth Dimension                                   | Ann Jon               |
| 2008           | Segmented Flower Form Part 1                       | Mary Judge            |
| 2011           | 24M                                                | Michael Kalish        |
| 2001           | Lions at the Gate                                  | Wendy Klemperer       |
| 1990-1999      | 6 Copper Spheres                                   | Grace Knowlton        |
| 2003           | Saratoga Winter                                    | Harry E. Leigh        |
| 1996           | F.R.S.B.                                           | Donald Lipski         |
| 2000           | Uplifting                                          | Sandy Macleod         |
| 1979           | Untitled                                           | Michael Malpass       |
| 1988           | Zinnia                                             | Michael Malpass       |
| 1979           | Tool Ball                                          | Michael Malpass       |
| 1986           | Trilogy (square)                                   | Michael Malpass       |
| 2012           | Ascent                                             | Jackson Martin        |
| 2008-2009      | Waiting for Coyote                                 | Nao Matsumoto         |
| 1996           | Manhole Covers                                     | Brad Michael McCallum |
| 2007           | Pratt Pillows                                      | Mark Mennin           |
| 2007           | Untitled                                           | Sung Ha No            |
| Date unknown   | Promise                                            | Neil Noland           |
| Date unknown   | Spinoff                                            | Neil Noland           |
| 2011           | Sun                                                | Avital Oz             |
| 2006           | Object/Product                                     | Mark Parsons          |
| 2012           | Double Sbalzo                                      | Beverly Pepper        |
| 2006           | Ecstasy                                            | Nova Mihai Popa       |
| 2004           | Aerated Rectangles                                 | Salvatore M. Romano   |
| 2009-2010      | Five Equal Volumes                                 | Salvatore M. Romano   |
| Date unknown   | Untitled                                           | Tony Rosenthal        |
| 2007           | Four Floating Disks                                | G.A. Ruda             |
| 2004           | Particle/Wave,Time/Space Continuum                 | Karl Saliter          |
| 2006           | Dream of Africa                                    | Shin Sang-Ho          |
| 2012           | Scarce of Fishing                                  | Arden Scott           |
| 1990           | Chair                                              | Alan Siegel           |
| 2014           | Intersections: Gardens #4 #5 #6 #7 #8 #9           | Arlene Slavin         |
| 2007           | Block 700                                          | Sean Slemon           |
| 2001           | Guardian                                           | Leon Smith            |
| 2004           | Red Cabinet                                        | Leon Smith            |
| 2002           | Triangle                                           | Leon Smith            |
| 2006           | Black E.C. Tower                                   | Kenneth Snelson       |
| 2003           | Silent Beam                                        | Takashi Soga          |
| 2000           | Siting on His Laurels                              | Dana L. Stewart       |
| Date Unknown   | Bench                                              | George Sugarman       |
| Date Unknown   | Right Angles                                       | Gunnar Theel          |
| 2012           | Brickhead: Yemanga                                 | James Tyler           |
| Date Unknown   | Three Cement Goats                                 | Unknown Artist        |
| 2002           | Mier                                               | Boaz Vaadia           |
| 2002           | Sara                                               | Boaz Vaadia           |
| 2002           | Rebecca                                            | Boaz Vaadia           |
| 2006           | Ode to Miles Davis                                 | Hans Van de Bovenkamp |
| 1974           | Undulation                                         | Hans Van de Bovenkamp |
| 2009           | The End Justifies the Means, Justifies the End ... | Martha Walker         |
| 2012           | Pratt Desk                                         | Allan Wexler          |
| 1979           | Swirl                                              | Jack Youngerman       |
| 1981           | Wave                                               | Jack Youngerman       |
| 1971           | Blade                                              | Jack Youngerman       |
| 2006           | Welcome II                                         | Raphael Zollinger     |

## Edificios

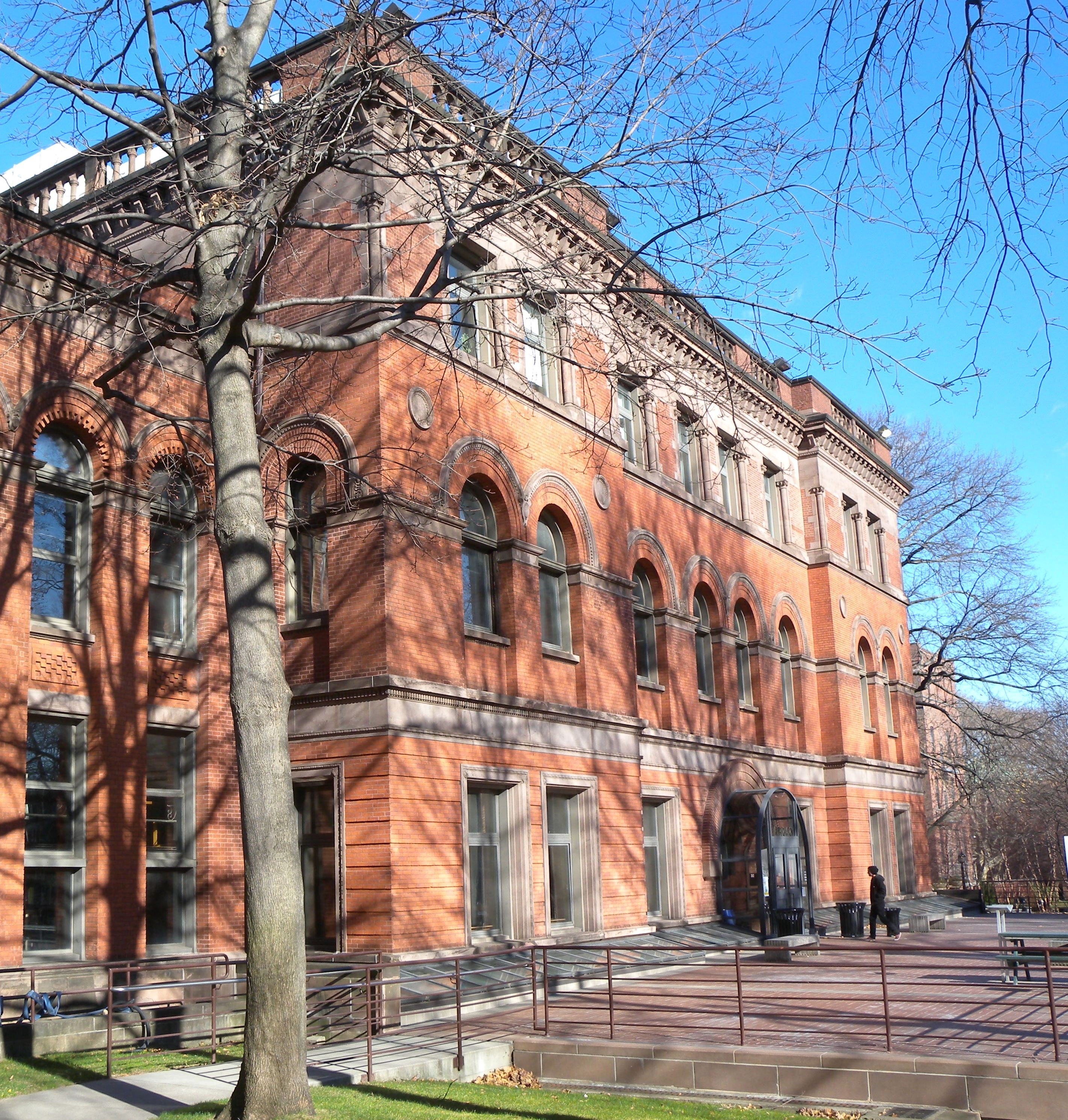
Biblioteca

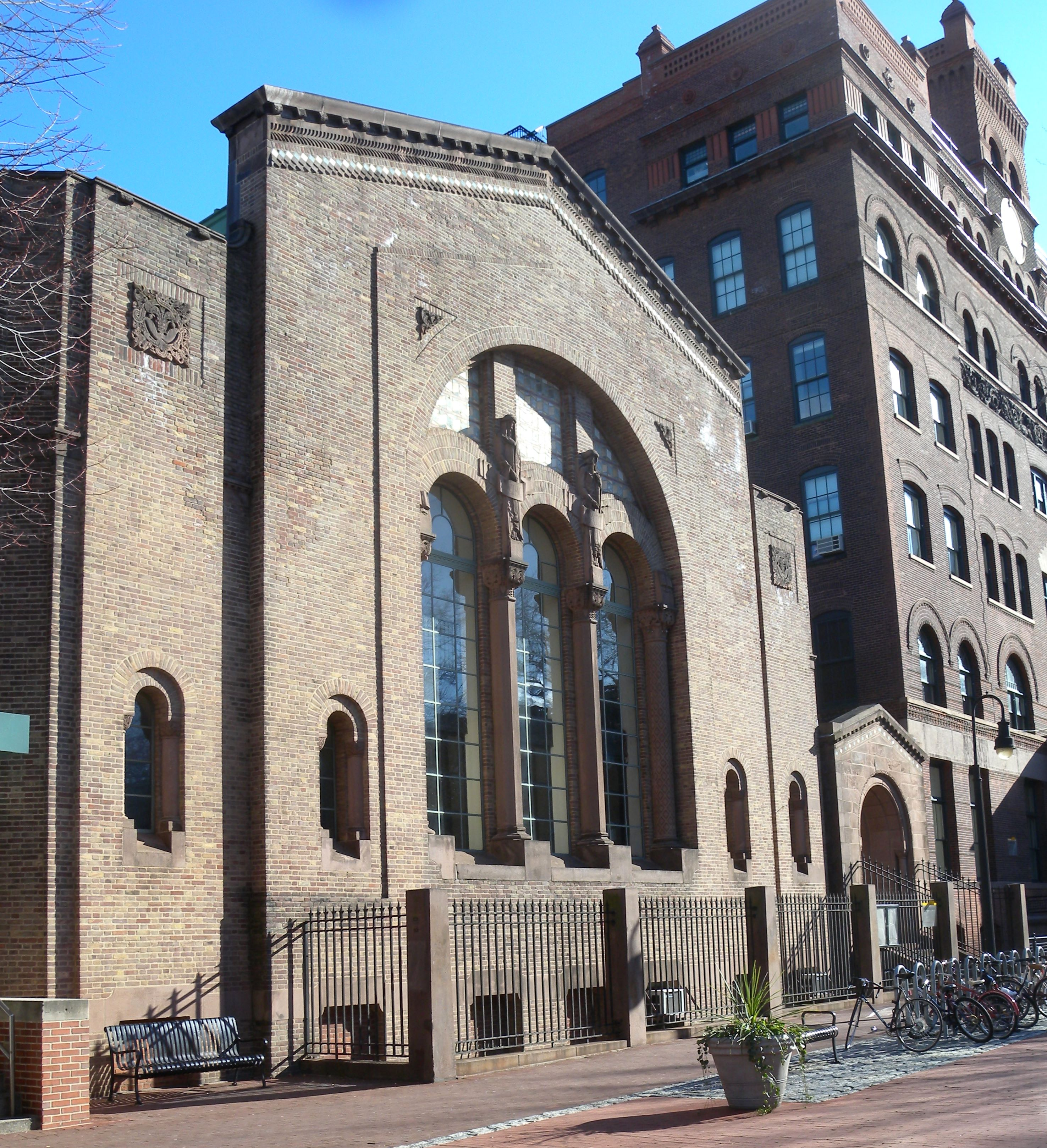
Memorial Hall

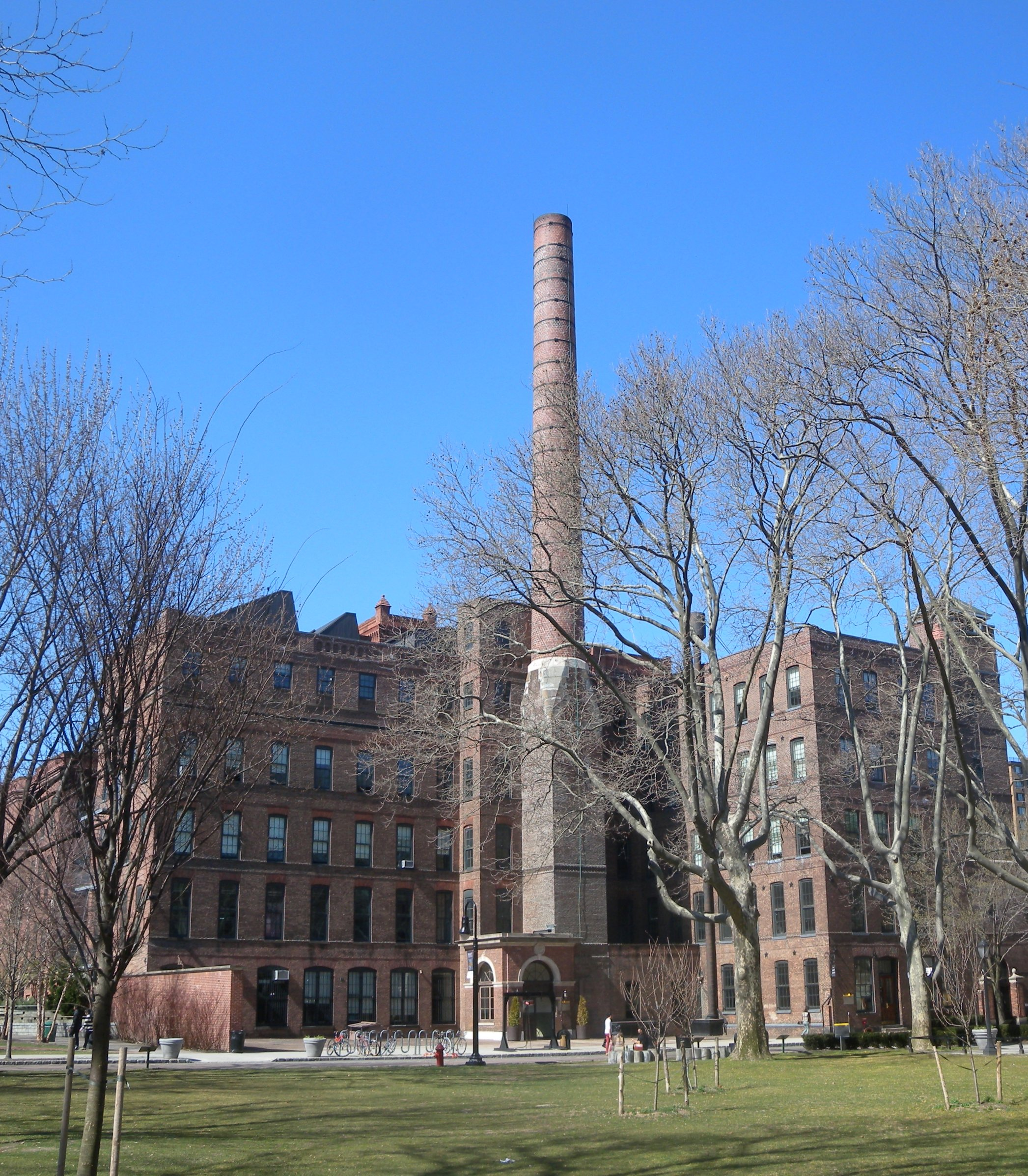
East Hall

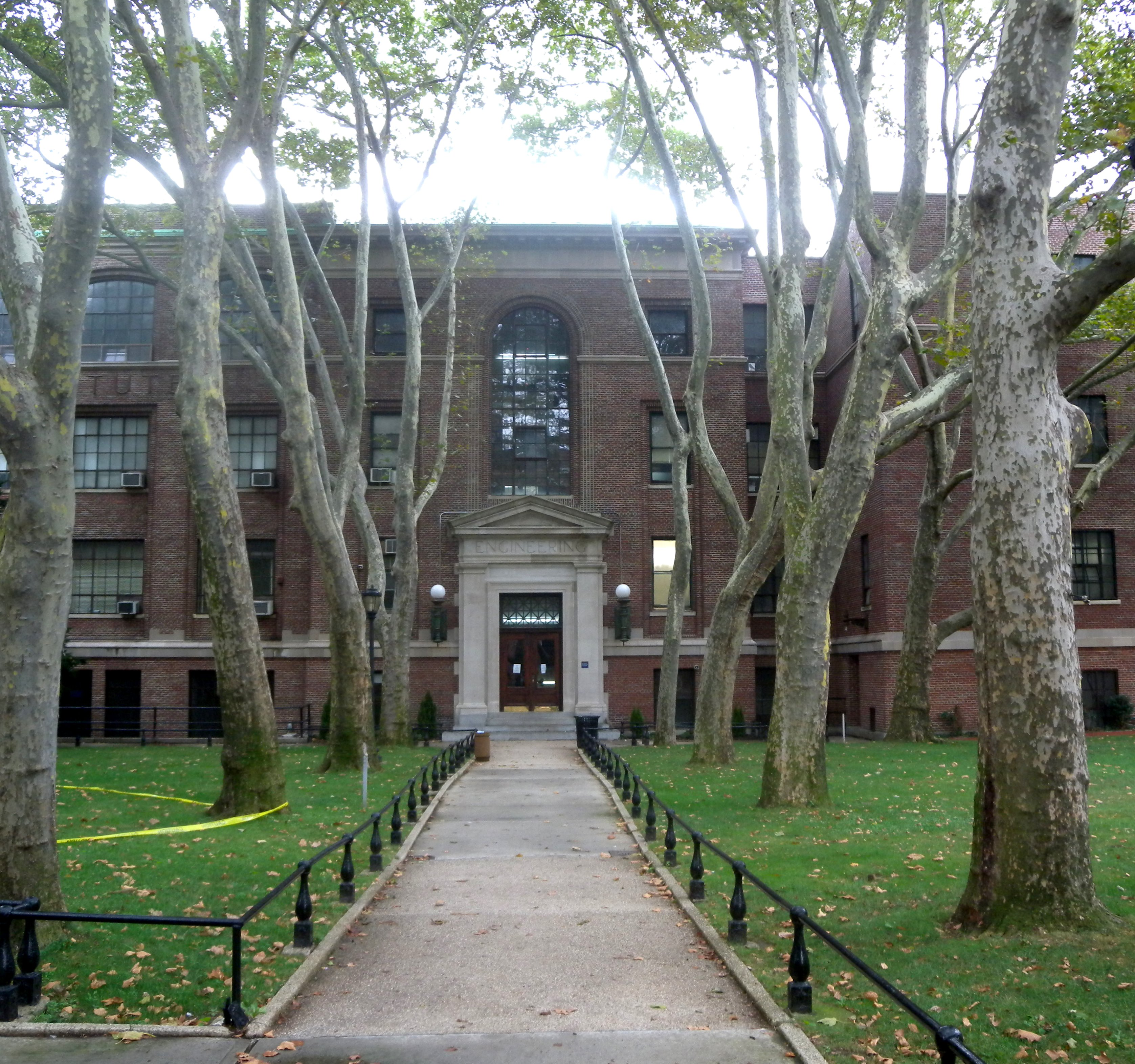
Edificio de Ingeniería

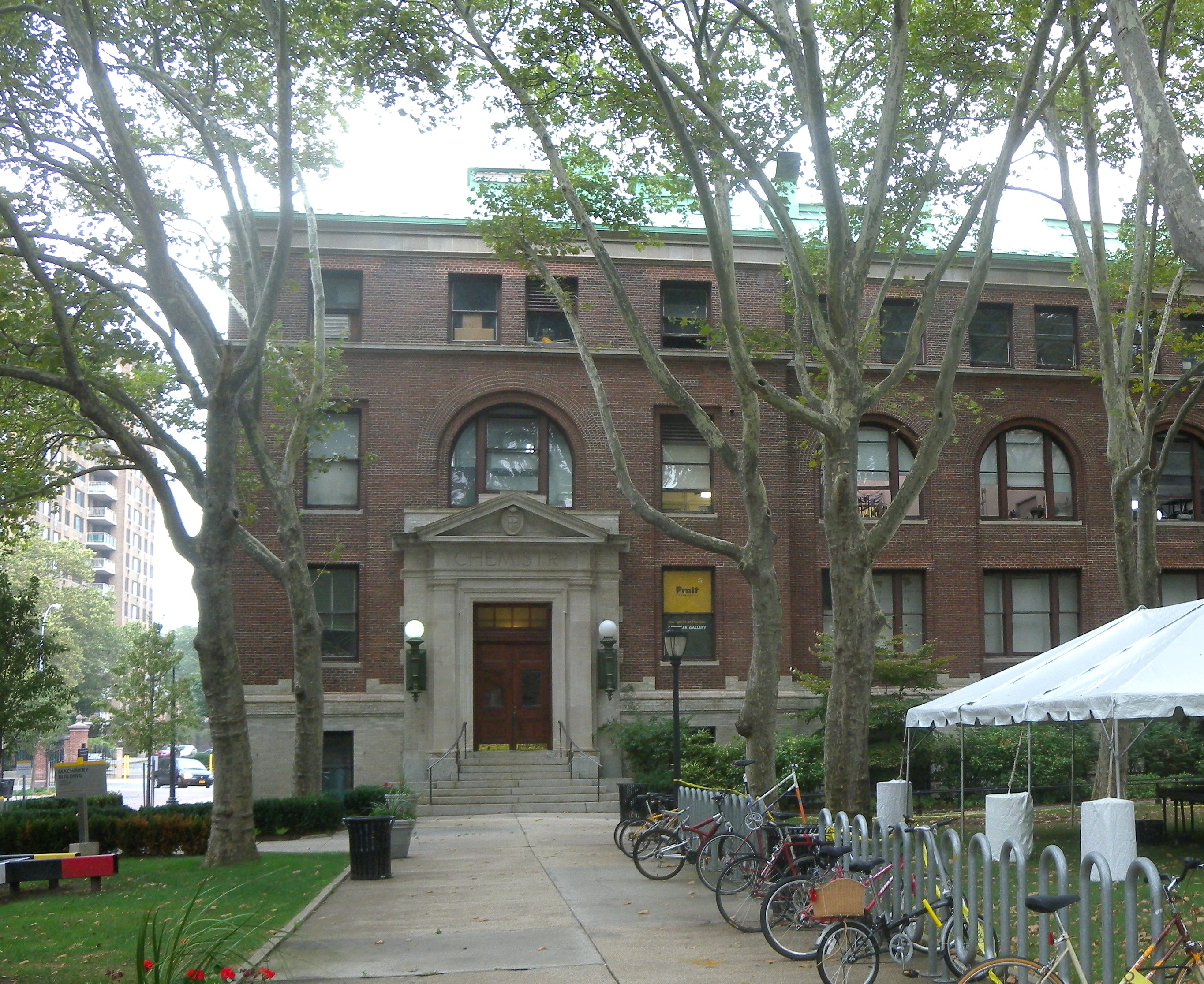
Edificio de Química

Pratt está formado por edificios construidos en estilos arquitectónicos muy diversos. La mayoría de los edificios de la escuela fueron construidos antes de Segunda Guerra Mundial en los estilos neorrománico, victoriano y neoclásico y fueron diseñados por destacados arquitectos de los siglos XIX y XX. Después de la guerra, Pratt comenzó a construir más edificios de estilo contemporáneo.
En 2011, la revista Architectural Digest nombró a Pratt como uno de los diez campus universitarios con mayor importancia arquitectónica en el país, por su magnífica colección de edificios, con algunos ejemplos originarios de 1800.
El edificio principal, el edificio East Hall y la Unión de Estudiantes están ubicados juntos, y forman un complejo de edificios originales, todos construidos específicamente para el Instituto en 1887:
- Ubicado en la parte norte-central del campus, el Edificio principal es una construcción de ladrillo de estilo neorrománico de seis pisos, diseñada por Lamb and Rich. Fue el primer edificio que se abrió en la escuela.[12] El tejado cuenta con una torre de reloj icónica, que da al jardín de rosas. El edificio alberga oficinas administrativas, aulas y estudios de arte para el Departamento de Artes de la Escuela de Arte y Diseño. En febrero de 2013 se declaró un incendio en los pisos superiores del edificio, destruyendo gran parte de la estructura interior y el trabajo de los estudiantes.[50]

- El East Hall está ubicado directamente detrás de Main Hall y enfrente del Grand Walk. Diseñado por William Windrim, una característica principal del edificio de ladrillos es la gran chimenea que servía a la planta de generación de energía del Instituto. Dentro del Salón se ubican distintos servicios para los estudiantes, incluidos los Servicios de Carreras Profesionales, Actividades Estudiantiles, Asuntos Estudiantiles Internacionales y la Capilla Pratt. Ubicada en el nivel más bajo del edificio, se encuentra la planta de generación eléctrica a vapor de Pratt, que funciona de manera continua, es de propiedad privada y se construyó originalmente para satisfacer las necesidades de energía de la escuela. En 1977, la instalación fue reconocida por la American Society of Mechanical Engineers, siendo nombrada Monumento Nacional de Ingeniería Mecánica.[51] Existe una visita virtual de la Planta de Vapor del Instituto Pratt en .

- La Student Union, diseñada por el arquitecto William Tubby, se construyó originalmente como el edificio de la Escuela de Comercio, pero poco después de su finalización fue completamente remodelado cuando se le dotó de gimnasio y piscina para alojar la Student Union. En 1982 fue rehabilitado por completo.[24] Los tres edificios rodean un patio interior que se conecta con el Newman Mall y con el Rose Garden. La pieza central del patio es una fuente de pozo de mármol italiano del siglo XVII comprada por la familia Pratt en 1900.[24]

Otras edificaciones incluyen:
- El South Hall, ubicado en Reyerson Walk hacia el sur del edificio principal, fue terminado en 1892 por William Tubby y se construyó como la Pratt High School.[52] Cuando la escuela secundaria cerró, el edificio fue utilizado para la Escuela de Artes y Ciencias Domésticas. El edificio alberga ahora aulas, estudios y oficinas para programas del Departamento de Bellas Artes, parte de la Escuela de Arte y Diseño.

- Biblioteca del Instituto Pratt, que se abrió en 1888 para servir a los estudiantes y al público en general, se convirtió en la primera biblioteca pública gratuita en Brooklyn. El arquitecto del edificio fue William Tubby de Brooklyn. La decoración en el edificio fue realizada por la Tiffany Glass and Decorating Company.

- Los Edificios de Química, Maquinaria e Ingeniería, se encuentran frente a Grand Walk y al Edificio Este, que se agrupan alrededor del césped y los jardines del Quad de Ingeniería. Fueron construidos en fases entre 1908 y 1928 y fueron diseñados por la firma de arquitectura Howells & Stokes.[12] Estos edificios originalmente albergaron cursos para la Escuela de Ingeniería de Pratt hasta que fueron desmantelados en 1993. La maquinaria de construcción alberga un laboratorio de impresión, una tienda de objetos de metal, estudios de cerámica y de piezas de madera. La segunda planta del edificio de Ingeniería ahora alberga el laboratorio de computadoras más grande del campus, con varias aulas de estaciones de trabajo Mac y PC y una colección de escáneres, impresoras y plóteres. Una tienda de muebles y el Centro de Estrategias de Diseño Sostenible en el sótano.

- El auditorio de la escuela, el Memorial Hall, fue construido en 1927 con John Mead Howells como arquitecto. Se encuentra frente al Rose Garden en Reyerson Walk, entre el edificio principal y el North Hall.

- Construido como parte del proyecto de renovación urbana liderado por Robert Moses, el North Hall está ubicado directamente al norte de Memorial Hall y fue diseñado por McKim, Mead & White en 1958.[24] El edificio alberga la cafetería principal de Pratt y el banco de la escuela. Las aulas para la Escuela de Artes y Ciencias Liberales están ubicadas en los niveles superiores del edificio.

- DeKalb Hall y el Centro de Ciencias de la Información también fueron diseñados por McKim, Mead & White a principios de 1955. Originalmente sirvieron como dormitorios de hombres y mujeres respectivamente hasta que Pratt adquirió Willoughby Hall.[24] Posteriormente, los edificios fueron remodelados para satisfacer las necesidades administrativas y de aulas. DeKalb Hall, ubicado en el extremo oeste del campus y al sur de la Biblioteca y Cannon Court, alberga oficinas administrativas. El Centro de Ciencias de la Información también está ubicado al extremo oeste del campus, pero al norte de la Biblioteca y el Jardín de Rosas, donde se encontraba la antigua Escuela de Información de Pratt.

- El Juliana Curran Terian Design Center se compone de dos alas separadas, Steuben Hall al este y Pratt Studios al oeste, que tienen todos los programas de diseño de Pratt. Ubicado en el extremo sur del campus, entre Pantas Hall y el Centro de Atletismo y Recreo, este edificio alberga los Departamentos de Diseño de Interiores, Diseño Industrial, Diseño de Comunicación y Diseño de Moda, así como la Iniciativa de Reciclaje de Suministros de Arte. En el centro del edificio se localiza un pequeño patio. Originalmente, el centro estaba integrado por dos edificios separados que fueron adquiridos por Pratt en 1962 y 1970, respectivamente.[12] Se construyeron originalmente a principios del siglo XX y sirvieron como fábricas hasta que Pratt los adquirió. En 2007 se edificó un nuevo pabellón de entrada de vidrio y metal, nombrado en honor de la exalumna de arquitectura y donante Juliana Curran Terian,[53] integrado con los dos edificios de ladrillo originales e independientes. El arquitecto principal del proyecto fue el decano de la Escuela de Arquitectura, Thomas Hanrahan.[53]
- Myrtle Hall es el edificio más nuevo de Pratt, que abrió sus puertas en 2010. El edificio, ubicado una manzana al norte del campus, fue diseñado por el alumno de la Escuela de Arquitectura de Pratt Jack Esterson, AIA de la firma de arquitectura e ingeniería de la ciudad de Nueva York WASA/Studio A, y ha logrado la certificación LEED Gold. El edificio alberga Servicios para Estudiantes (el registro, secretaría y servicios financieros), admisiones, el Centro Pratt para el Desarrollo Comunitario y el Centro de Arte Digital.
- El Caroline Ladd Pratt House es propiedad de la escuela. Se utiliza como la residencia del presidente de la universidad y para eventos de gala.[54] Se completó en 1898 y fue diseñado por los arquitectos Babb, Cook, and Willard para Frederic B. Pratt (el tercer presidente del Instituto, hijo de Charles Pratt) y su familia. Está ubicado dos manzanas al oeste de la escuela en Clinton Avenue, cerca de las otras residencias familiares de Pratt.
- Higgins Hall, ubicado una manzana al sur del campus principal, alberga toda la Escuela de Arquitectura, con la excepción de los programas de Administración de la Construcción. El edificio histórico neorrománico con un ala central contemporánea alberga las oficinas administrativas, laboratorios de computación, aulas y laboratorios para estudiantes, un salón de conferencias, una pequeña cafetería y la galería Hazel y Robert H. Siegel. El edificio fue construido originalmente para la prestigiosa Academia Adelphi (posteriormente Universidad Adelphi) en distintas fases desde 1868 hasta 1890 por Mundell y Teckritz y Charles C. Haight. Charles Pratt también financió parcialmente la construcción del edificio como parte de sus esfuerzos filantrópicos.[55] El edificio fue entregado al Instituto Pratt en 1965 por la esposa de John Higgins, arquitecto y exalumnos de la Academia Adelphi. La Escuela de Arquitectura fue reubicada aquí.[56] En 1996, el edificio sufrió un gran incendio, destruyendo el ala central y dañando severamente las alas norte y sur.[57] En 2005, la escuela reemplazó el ala central con una nueva y elegante estructura de vidrio, que unía las históricas alas norte y sur del ladrillo. Diseñada por Steven Holl, incorporaba un contraste complementario a la esencia original del edificio.[58] Como parte de la reconstrucción de Higgins Hall, Rogers Marvel Architects restauró y renovó las alas originales del siglo XIX para recuperar su antiguo esplendor.[59]

### Sitios históricos
Varios edificios y ámbitos del Instituto Pratt son de importancia histórica. El Distrito Histórico del Instituto Pratt es comprende 10 edificios construidos entre 1885 y 1936. Algunos han sido reconocidos como Lugares catalogados de la ciudad de Nueva York. El Distrito histórico se incluyó en el Registro Nacional de Lugares Históricos en 2005 y se le otorgó el Reconocimiento de Campus Patrimonial por la Foundación Getty. Dos edificios fuera del distrito histórico, Higgins Hall y la Caroline Ladd Pratt House también se incluyen en el registro histórico como parte del Clinton Hill Historic District. Los edificios y estructuras enumerados en el Registro Nacional de Lugares Históricos de los Estados Unidos por su importancia arquitectónica o histórica son:
| - Caroline Ladd Pratt House - Chemistry Building - Children's Portico - East Hall - Engineering Building |  | - Engineering Quadrangle - Higgins Hall - Machinery Building - Main Building - Main Building Courtyard |  | - Memorial Hall - Pratt Institute Library - Pratt Institute Library Rose Garden - South Hall - Student Union |

### Residencias
Pratt, un campus residencial, ofrece siete opciones de residencia diferentes para sus estudiantes. Todos los estudiantes de la residencia estudiantil cuentan con una cama, un escritorio, una silla y una cómoda. Los estudiantes que residen en un dormitorio en el campus deben estar en un plan de comidas obligatorio (Stabile, Cannoneer, ELJ y Pantas), mientras que los que están fuera del campus pueden inscribirse en un plan de comidas opcional (Willoughby y Grand Avenue). Cannoneer Court, Leo J. Pantas Hall y Vincent A. Stabile Hall son los dormitorios principales para estudiantes de primer año. En total, el 51 por ciento de los estudiantes de pregrado residen en el campus, mientras que el 92 por ciento de los estudiantes nuevos ingresan en el campus. Pratt ofrece las siguientes residencias para que los estudiantes puedan elegir:
- Cannoneer Court, fue diseñado por la firma de arquitectura Skidmore, Owings and Merrill en 1986. Se diseñó utilizando una construcción modular. Cada dormitorio individual se prefabricó y luego se situó en su lugar como un bloque de construcción. Esta es la única residencia tradicional de estilo corredor de Pratt y alberga a estudiantes en habitaciones dobles. Los baños son comunitarios. El edificio tiene un salón y un área de estudio/trabajo, así como un patio con jardín. Las habitaciones tienen aire acondicionado y moqueta. Cannoneer Court es principalmente una residencia de estudiantes de primer año. Esta sala será reemplazada por Emerson Hall en el semestre de otoño de 2019.
- Esther Lloyd-Jones Hall lleva el nombre de un creador de tendencias en la educación superior estadounidense moderna.[63] El edificio fue originalmente un bloque de apartamentos privado construido en 1921, pero fue adquirido por Pratt en 1964 para usarse como dormitorio. ELJH acomoda a los estudiantes en habitaciones individuales y dobles, en alojamientos de estilo apartamento. Está ocupado principalmente por estudiantes de clase superior.
- Grand Avenue Residence es la residencia de los nuevos y antiguos estudiantes de posgrado. El edificio tiene capacidad para 50 estudiantes en apartamentos dobles o individuales y habitaciones individuales privadas dentro de apartamentos de dos y tres habitaciones. Un apartamento doble es ocupado por dos estudiantes que comparten una habitación (con cocina y baño). También dispone de apartamentos individuales con cocina y baño, y otros compartidos por dos o más estudiantes, cada uno con su propio dormitorio privado, que comparten cocina, baño y sala de estar. El edificio está ubicado a una manzana del campus. Cada sala de estar está amueblada con un sofá, una silla club, una mesa de centro, una mesa de cocina y sillas.
- Leo J. Pantas Hall se abrió en 1987 y fue diseñado por Skidmore, Owings and Merrill y se ubica en un lugar central en el campus. Los estudiantes viven en suites para cuatro personas, que constan de dos habitaciones dobles (dos personas en cada habitación doble), y cada suite tiene su propio baño. Las suites son para un solo sexo, pero los pisos son mixtos. El edificio cuenta con salas de trabajo/estudio y salones comunes. El edificio fue diseñado en ladrillo con una torre de reloj, haciéndose eco del estilo del edificio principal original de 1887. Pantas es principalmente una residencia de estudiantes de primer año.

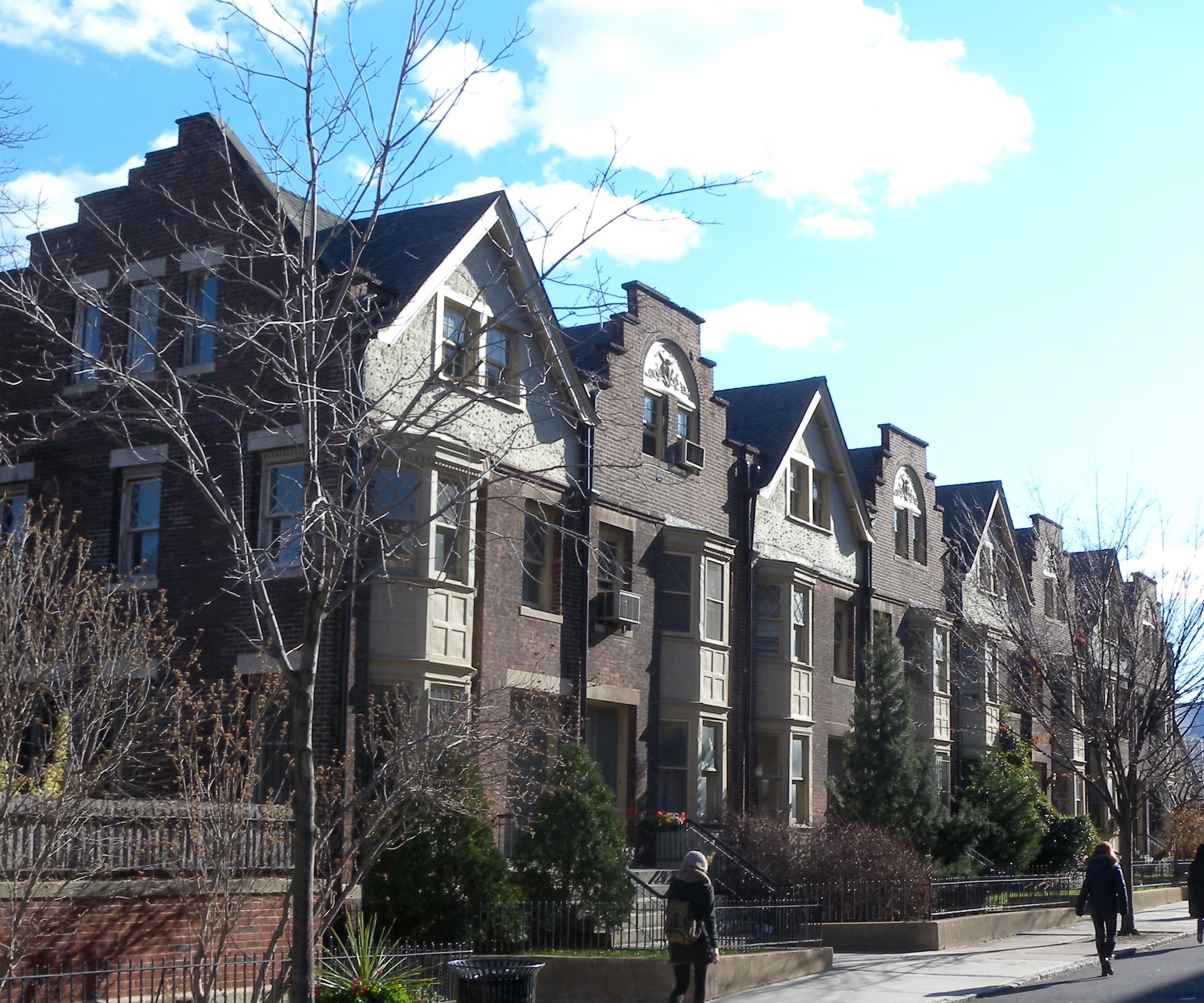
Las históricas Pratt Townhouses

- Las casas adosadas de Pratt son lugares históricos que se construyeron originalmente de 1901 a 1910 en estilo renacimiento colonial para servir como vivienda para profesores. Las casas adosadas fueron diseñadas por Hobart C. Walker. Después de ser descuidado durante varios años, Pratt está en el proceso de renovar los apartamentos para que sean utilizados por los estudiantes de clase superior.

- Vincent A. Stabile Hall abrió sus puertas en el otoño de 1999 y fue diseñado por Pasanella+Klein, Stolzman+Berg Architects. Nombrado por el donante y graduado de la Escuela de Ingeniería, fue diseñado para nuevos estudiantes de pregrado. Alberga a 240 estudiantes en suites para cuatro personas. Cada suite consta de dos habitaciones dobles con baño compartido. Hay cocinas ubicados en cada piso. Stabile es principalmente una residencia de estudiantes de primer año.

- Emerson Hall es el dormitorio más nuevo en el campus de Pratt, construido específicamente para ser un dormitorio de primer año. Está fuera del campus, al lado del edificio de cine y video. Cuenta con habitaciones dobles y triples, con varios baños en cada planta que comparten los que viven en cada piso. Emerson estará abierto para vivir en el semestre de otoño de 2019.

- Willoughby Hall es un antiguo edificio de apartamentos privado construido como parte de los proyectos de renovación urbana de Robert Moses que rodean a Pratt, y es la residencia más grande. Construido en 1957 por el arquitecto John Mead Howells, el edificio de 16 pisos tiene capacidad para 800 estudiantes de pregrado. Además de los muebles estándar, todos los apartamentos tienen una mesa de cocina, estufa y refrigerador. Todos los estudiantes son asignados a espacios dobles, triples o individuales. Los apartamentos convertidos constan de al menos una doble o triple habitación que ocupa el espacio de la antigua sala de estar del apartamento. El número de estudiantes que residen en un apartamento determinado varía de dos a seis estudiantes, según el tamaño del apartamento convertido: estudio, de una, dos o tres habitaciones.

### Transporte

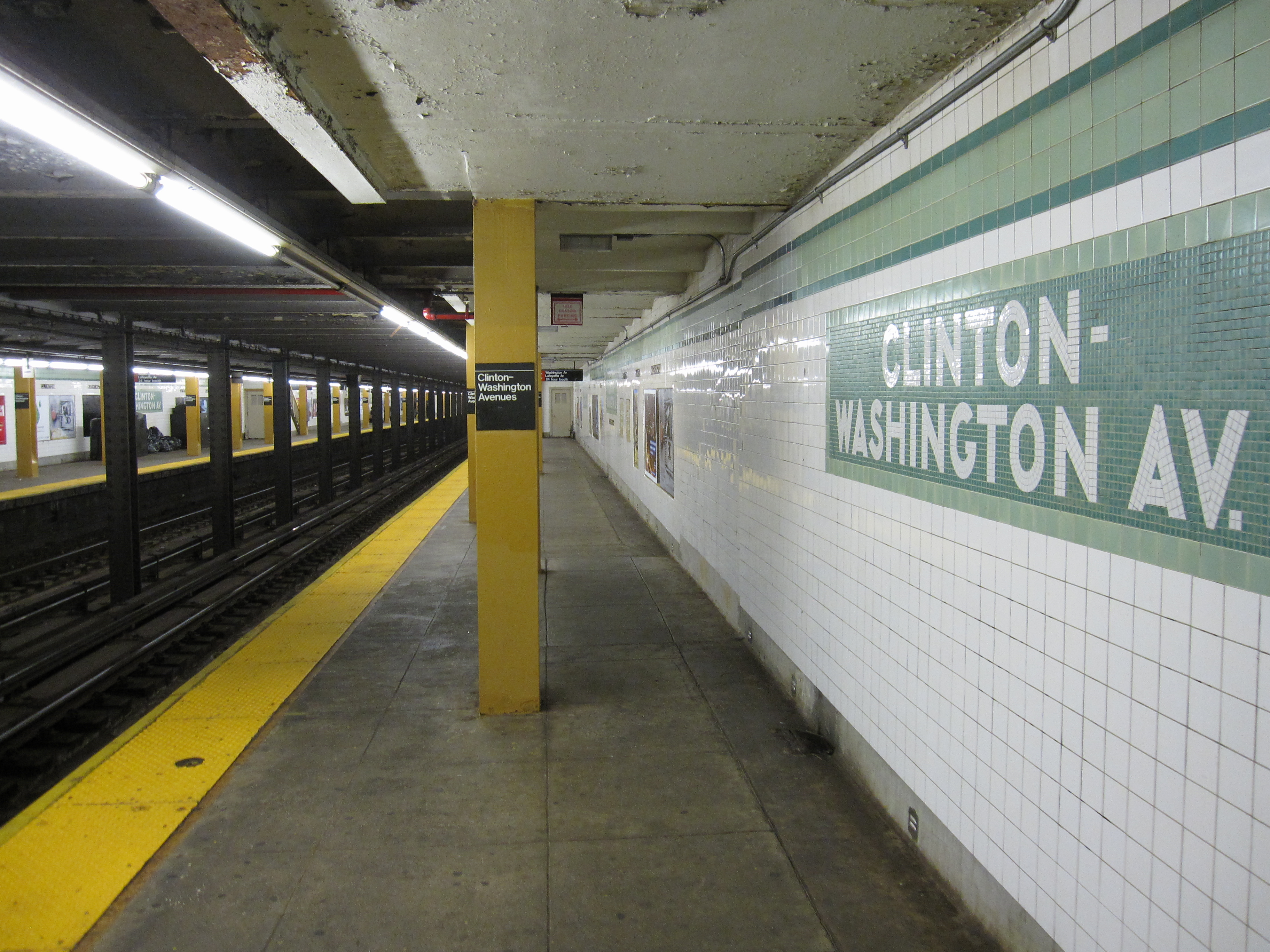
Una estación de la línea Clinton-Washington Avenues del Metro de Nueva York está muy cerca del campus

Pratt no ofrece ninguna opción de transporte patrocinada oficialmente para sus estudiantes, pero hay varias opciones de transporte público ubicadas fuera del campus principal de Pratt.
La escuela es atendida por la ruta de autobuses B38 de la MTA, que da servicio al campus hacia el sur con estaciones en las avenidas DeKalb y Lafayette; y la ruta de autobús B54, que sirve el área al norte del campus en Myrtle Avenue. Además, la estación de Crosstown del Metro de Nueva York está ubicada en la intersección de las avenidas Washington y Lafayette. La estación de Clinton–Washington Avenues (Línea Crosstown) está ubicada directamente en frente de Higgins Hall. Además, la Línea de la Calle Fulton tiene una estación cuatro manzanas al sur de la entrada de Hall Gate y tres al sur de Higgins Hall.
El programa público de bicicletas compartidas de la ciudad de Nueva York, Citi Bike, tiene estaciones cercanas en Lafayette Avenue y Saint James Place; en Hall Street y Willoughby Avenue; y en Emerson Place y Myrtle Avenue.
El Ferrocarril de Long Island en la Atlantic Terminal, se encuentra a pocos pasos del campus. Pratt participa en el Programa de Asociación Universitaria New Jersey Transit, donde los estudiantes pueden recibir un descuento del veinticinco por ciento en pases mensuales para los viajes basados en la Estación Pensilvania en Manhattan.

## Pratt Manhattan

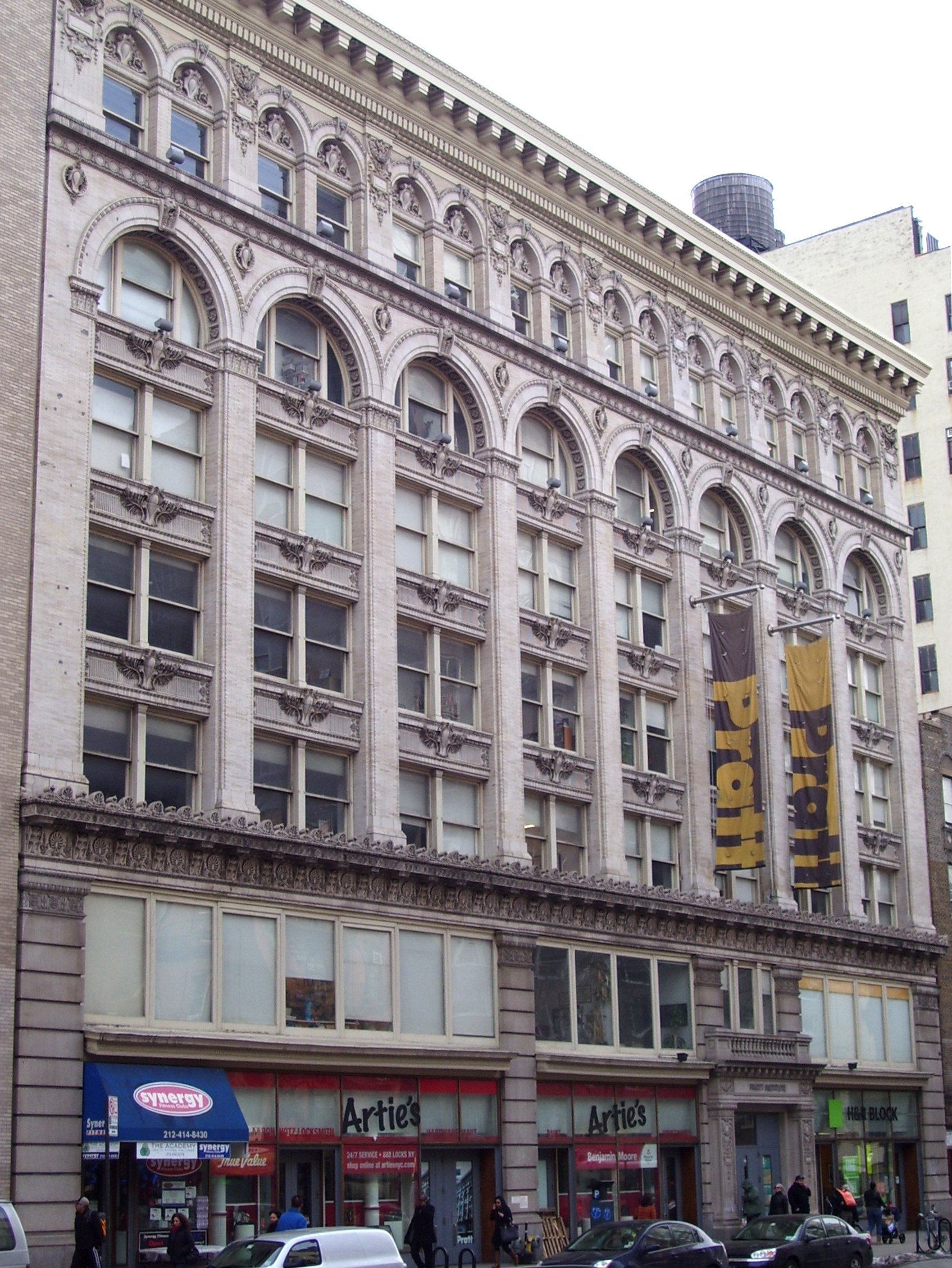
Pratt Manhattan

El centro Pratt Manhattan, ubicado en 144 West con la 14th Street, entre la 6th y la 7th Avenidas, es sede de los programas de grado asociado de Pratt en diseño gráfico, ilustración y diseño digital y medios interactivos, un programa de pregrado en administración de la construcción, varios de los programas de posgrado de Pratt, incluidos los títulos de maestría en la Escuela de Ciencias de la Información, Gestión de instalaciones, Gestión de diseño, Gestión artística y cultural, y la Escuela de estudios continuos y profesionales, que ofrece una gran variedad de cursos sin certificación y programas de certificación, incluidos certificados en estudios digitales, Diseño, Perfumería avanzada, Interiores creativos, Arte floral y diseño, entre muchos otros. Este edificio histórico de siete pisos fue adquirido por Pratt en 2000. El Instituto restauró el exterior del edificio a su fachada original, destacando sus elementos decorativos arquitectónicos y de diseño, y renovó el interior para presentar sus techos altos y vigas de madera. Una hermosa escalera desde el vestíbulo del edificio conduce a la Pratt Manhattan Gallery que ofrece una gran variedad de espectáculos, desde bellas artes y escultura hasta moda.
Este nuevo edificio alberga el Instituto Pratt de la Escuela de Información, los programas de posgrado en gestión de diseño, gestión artística y cultural, los programas de dos años de grado en diseño digital, diseño gráfico e ilustración, y la oficina de Manhattan de la Escuela de Estudios Continuos y Profesionales. El edificio moderno tiene muchos recursos como una biblioteca, un laboratorio de computación y espacios para reuniones.
En 1974, la New York Phoenix School of Design, anteriormente New York School of Applied Design for Women y Phoenix Art Institute, se fusionó con el Pratt Institute para formar la Pratt-New York Phoenix School of Design, que ofrecía programas de certificación de tres años en arte y diseño al menos hasta fines de los años 1970. Está ubicado en el edificio de la New York School of Applied Design en el 160 de Lexington Avenue, en la esquina noroeste de Lexington y la 30th Street. En este momento, Manhattan había sido durante mucho tiempo el epicentro del diseño editorial durante el final del siglo veinte. Este nuevo satélite comercial dedicado al arte fue modelado para aplicar una formación profesional intensamente concentrada en diseño gráfico, ilustración, diseño de paquetes y diseño textil. Su facultad estaba compuesta en gran parte por los profesionales que trabajan en Manhattan, quienes habían alcanzado el nivel de habilidad necesario para cumplir con los estándares globales de la ciudad. Revistas, libros, álbumes de música, carteles de películas, anuncios impresos y de televisión y envases para todas las formas de productos minoristas fueron los objetivos previstos para sus graduados, así como la omnipresente industria de la moda de Manhattan. Además, el espacio subterráneo en la escuela se convirtió en una instalación de impresión de vanguardia, enseñando la técnica de las litografías creadas por artistas, serigrafía y grabado.

## Vida estudiantil

### Pratt Catts
El Instituto Pratt es conocido por los "Pratt Catts", los gatos del campus de Pratts, que deambulan libremente por los jardines de la Institución e inspiraron a la mascota de las escuelas, Charlie. Cada uno tiene su propio nombre y personalidad, como Charlie, L'il Mama, Mustachio, Shadow y Benji. Poseen casetas con calefacción en el campus y son alimentados por el personal y los estudiantes.

### Atletismo
Los Pratt Cannoneers, un miembro fundador de la Hudson Valley Intercollegiate Athletic Conference (United States Collegiate Athletic Association), tienen equipos universitarios que compiten en baloncesto masculino, fútbol, carreras de campo a través, atletismo en pista cubierta/al aire libre y tenis; y deportes en categoría femenina como fútbol, tenis, carreras de campo a través, atletismo en pista cubierta/al aire libre y voleibol.
El equipo de baloncesto masculino tiene una tradición histórica, incluida la rivalidad universitaria más larga en la nación entre Pratt y la Universidad Politécnica (Brooklyn, NY), donde Pratt tiene el registro general de 78-59. Los cañoneros también se llevaron a casa un título de campeonato colegial nacional en 1901 e hicieron cuatro apariciones de postemporada de la NAIA (1959, '60, '61 y '62) y dos de la CEAC (1977, '79). Los exjugadores incluyeron a Ed Mazria (1962), quien fue reclutado por los Knicks de Nueva York, y Anthony Heyward (1994), quien actualmente realiza giras con el equipo de streetball And1 como "Half Man Half Amazing". Bernard Chang fue anteriormente capitán del equipo masculino de baloncesto Varsity.
El equipo de fútbol masculino ganó el torneo NAIA en 1959, superando al Elizabethtown College 4-3 tras una doble prórroga.
El equipo femenino de campo a través recientemente se adjudicó el título del campeonato HMWAC 2006 y el entrenador Dalton Evans ganó los honores de "Entrenador del año". El equipo masculino de campo a través también tiene un título del campeonato. El equipo de tenis femenino ha ganado tres títulos de la HVWAC, incluida una aparición en el torneo ECAC.
Además, hay horarios de actividades internas durante todo el año, que van desde individuales (tenis y atletismo) hasta deportes de equipo (fútbol, baloncesto, voleibol y fútbol americano). Dos de los principales eventos de intramuros estudiantiles incluyen la clásica carrera de relevo de obstáculos al aire libre de Halloween Pratt Ratt y el final anual del concurso de expresiones artísticas y de aptitud artística All Thatt de Mr. & Ms. Pratt.
El Centro de Recursos de Atletismo (A.R.C.) es la sede del departamento de deportes, y cuenta con el mayor espacio libre de Brooklyn. También es sede de los Juegos anuales de Colgate, la serie de pistas amateur más grande del país para niñas desde la escuela primaria hasta la universidad.
La mascota de la escuela, el "Cannoneer" (Cañonero), deriva del cañón del siglo XVIII que se encuentra cerca de la puerta principal del campus. Fundido en bronce en Sevilla, España, el cañón lleva la insignia de Felipe V y fue llevado a Pratt desde las paredes del castillo del Morro en La Habana, Cuba, en 1899.
A partir del otoño de 2018, Pratt se convirtió en una institución exploratoria de la División III dentro de la NCAA. Pratt también fue invitado y se unió a una conferencia de la NCAA División III, la American Collegiate Athletic Association.

### Los medios de comunicación
Pratt tiene varios clubes de estudiantes, incluyendo un Club de Cine.
- The Prattler es la revista/periódico trimestral de Pratt, establecida en 1940. En 2017 se lanzó el sitio web .
- Static Fish, es una publicación de cómics establecida a finales de los años 1990.
- Ubiquitous es la revista literaria y artística de Pratt, que se publica dos veces al año con un evento de lectura en el campus por semestre y también mantiene un blog.[71]
- El anuario de Pratt, Prattonia, está diseñado por estudiantes seleccionados de Pratt.
- Pratt Radio, una estación de radio de Internet dirigida por estudiantes, se transmite en la web. Originalmente transmitiendo mediante una señal de alcance limitado a mediados de la década de 1980, la FCC intervino y cerró la emisora después de que los estudiantes modificaron la torre de transmisión, lo que hizo de Pratt Radio una radio pirata.[cita requerida] La estación volvió a aparecer en 2001 como una emisora legal solo de Internet.
- The Felt es una revista en línea de poesía y prosa de Programa de escritura MFA. El sitio web  se lanzó en 2016.[72]

### Fraternidades y hermandades
El Consejo Inter-Griego es responsable de todas las organizaciones de vida de las fraternidades en el Instituto Pratt. En total, Pratt ofrece dos fraternidades para estudiantes varones y dos hermandades para estudiantes femeninas:
- Kappa Sigma
- Pi Sigma Chi
- Theta Phi Alpha
- Sigma Sigma Sigma

## En la cultura popular
- El video musical de la canción de Billy Joel The Longest Time se filmó en su totalidad en el Pratt Institute en 1984.
- La experiencia de Comic book del artista Daniel Clowes en el Instituto Pratt proporcionó la inspiración para su cómic satírico Art School Confidential, en el que se basó la película del mismo título, rodada en 2006.
- Escenas de la película de 1990 Jacob's Ladder se filmaron en Pratt, así como las escenas de la película de 2006 El buen pastor, dirigida por Robert De Niro. Algunos episodios de Law & Order: Special Victims Unit fueron filmados en el campus.
- Pam Beesley de The Office fue aceptada por Pratt en el episodio "Goodbye, Toby". Estudia durante tres meses y deja Pratt en el episodio "Business Trip".
- La protagonista de la serie de cuasi realidad "My Life as Liz" asiste a Pratt y gran parte de la filmación de la segunda temporada se realizó en el lugar.
- En la primera temporada del programa de televisión Fringe, Pratt se usó como lugar de filmación para representar la Universidad de Harvard.[73]
- La temporada 2 de In Treatment presenta a April, una estudiante de arquitectura de Pratt que tiene cáncer.
- El Festival de Cine de Arte de Brooklyn organizó proyecciones de películas en el teatro de Pratt en 2016 y 2017.
- En la década de 1970, los pasos y la entrada principal de la Biblioteca Pratt (diseñada por Louis Comfort Tiffany) se presentaron en un video musical de Dr. Pepper con la canción "I'm a Pepper" y en la película pornográfica para adultos "Debbie Does Dallas" original de 1978, que incluía escenas que tuvieron lugar en la oficina de la planta principal de la biblioteca, entre las librerías de Tiffany Glass, las duchas del nuevo edificio ARC ... así como en un campo de atletismo al aire libre en el Brooklyn College.

## Alumnos notables

### Ciencia, tecnología e ingeniería
- Lloyd Espenschied
- Joshua Davis
- William Garity
- Donald A. Hall
- Irving Langmuir, ganador del Premio Nobel de Química en 1932.[74]
- John M. Pierce
- David Sarnoff

### Arquitectura
- Martin L. Beck
- Guy Bolton
- Alfred Mosher Butts
- Richard Foster
- Henry Hohauser
- Malcolm Holzman
- Fay Kellogg
- Marcelo Waisman
- Johannes Knoops[75]
- Edward Mazria
- Alan Mruvka
- George Ranalli
- Wallace Rayfield
- Mott B. Schmidt
- Annabelle Selldorf
- Peter L. Shelton
- Robert Siegel
- William van Alen
- Lorenzo Snow Young
- Peter Zumthor

### Gobierno, política y cuestiones sociales
Abogados
- Lynne Stewart

Congresistas, funcionarios del gobierno y políticos
- Joseph Amenowode
- William D. Byron
- Ben Knight
- George Lincoln Rockwell (dejado en su último año)
- Elizabeth Crowley

Líderes religiosos
- Charles E. Pont
- William Howard Hoople

Eruditos
- Irvin Leigh Matus

Bibliotecarios
- Mary Elizabeth Wood

Víctima de un linchamiento
- Leo Frank

Cruz Roja Americana
- Elva A. George

### Entretenimiento y comunicaciones
Músicos
- Suzanne Fiol
- John Flansburgh
- Oneohtrix Point Never
- Kim Schifino
- Matt Johnson
- Rob Zombie
- James Reams
- Mindless Self Indulgence
- Clint Houston

Actores
- Harvey Fierstein
- Terrence Howard
- Martin Landau
- Jeff Morrow
- Robert Redford
- Phoebe Robinson

Directores/cineastas
- Shawn Christensen
- Bob Giraldi
- Eric Goldberg
- Hawley Pratt
- Glenn Ficarra
- John Requa
- Robert Wilson

Escritores/guionistas
- Gwendolyn B. Bennett
- Mark Mathew Braunstein
- Rich Burlew
- Daniel Clowes
- Bryan Collier
- Sarah Louise Delany
- Tomie dePaola
- Glenn Ficarra
- Pete Hamill
- Norton Juster
- Arnold Lobel
- Marcus McLaurin
- Laura Numeroff
- John Peterson
- Matthew Reinhart
- John Requa
- Michael Rosen
- Elliot Tiber
- Dante Tomaselli
- Liz Hannah

Comunicaciones
- George Lois
- Earl Mayan
- Paul Rand
- Robert Riger
- Louis Silverstein

### Arte y diseño
Diseño industrial
- William Boyer
- Pres Bruning
- Jason Freeny
- Donald Genaro
- Pelle Petterson
- Charles Pollock
- Tony Schwartz

Diseño de moda
- Jeffrey Banks
- Donna Chambers
- Ben de Lisi
- Betsey Johnson
- Vera Maxwell
- Norman Norell
- Jeremy Scott

Ilustración
- Marshall Arisman
- C. C. Beall
- Daniel Clowes
- Frances W. Delehanty
- Cheryl Hanna
- Jacqui Morgan
- Kadir Nelson
- Roberto Parada
- Robert Sabuda
- Bernard Safran
- Sam Savitt
- John D. Smith (Director de arte de Fisher-Price Toys, diseñador de la primera PlayFamily People)
- Pamela Colman Smith
- Leonard Starr
- Samm Schwartz (ilustrador de los cómics de Archie)
- Chris Tsirgiotis

Bellas artes
- Aurore Chabot
- Philomena Marano
- Sergio Rossetti Morosini
- David Nyzio
- Denis Peterson
- Lance Wyman
- Terry Winters
- William T. Williams
- Kent Williams
- Max Weber
- Frank Verlizzo
- Boaz Vaadia
- Mario Robinson
- Mickalene Thomas
- Susan Louise Shatter
- Joseph Szabo
- Swoon
- Therman Statom
- Yoshi Sodeoka
- David Silverman
- Jean Shin
- Rob Sheridan
- Nat Mayer Shapiro
- Jenny Scobel
- Joan Semmel
- Stefan Sagmeister
- Susan L. Talbott
- Willy Bo Richardson
- Edna Reindel
- Nicholas Reale[76]
- David Ratcliff
- Roxy Paine
- Abraham Nathanson
- Martin Nodell
- Mort Meskin
- Wendy McMurdo
- Peter Max
- Soraya Marcano
- Robert Mapplethorpe
- Lili Lakich
- Kermit Love
- Gina Lucia
- Jack Kirby
- Ellsworth Kelly
- Samantha Katz
- Richard Gallo
- Bill Griffith
- Félix González-Torres
- Jules Feiffer
- Gus Edson
- Louis Delsarte
- Roger Cook
- Bernard Chang
- Paul Calle
- Emery Bopp
- Willard Bond
- Dave Berg
- Joseph Barbera
- Ken Bald
- David Ascalon
- Mike Roy
- Hadieh Shafie
- Marilyn Nance
- Jim Hodges
- Imna Arroyo
- Mary Godfrey
- Trudy Benson
- Salman Toor[77]

### Deportes
- Sarah Schkeeper

### Negocios
- Fred Trump

### Profesores notables
- Andrea Ackerman, artista.
- Joseph Barbera, animador y cocreador de la serie  Tom y Jerry  de cortometrajes animados.
- Karen Bausman, arquitecto.
- Jonathan Beller, teórico del cine.
- Jonas Coersmeier, arquitecto
- Arthur Deshaies, grabador.
- Fritz Eichenberg, grabador.
- Carla Gannis, artista.
- Philip Guston, pintor.
- Eric Goldberg, director de cine y animador.
- Josh Koury, cineasta.
- Manuel de Landa (profesor adjunto), filósofo, artista.
- Thomas Lanigan-Schmidt, pintor.
- Jacob Lawrence, pintor.
- Philip Johnson, arquitecto
- Sibyl Moholy-Nagy, historiador arquitectónico y artístico.
- Mario Naves, crítico de arte.
- Nasser Sharify, padre de la biblioteconomía internacional.
- Matthew Sharpe, escritor.
- Charles Warner, arquitecto.
- Eva Zeisel, artista / diseñadora de cerámica.